# Karl Dönitz

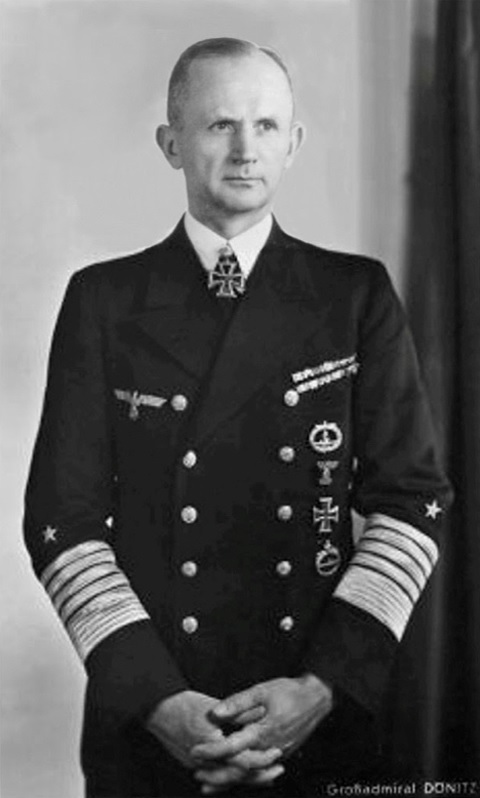
Karl Dönitz als Großadmiral, NS-Propagandasammelbild, 1943

Karl Dönitz (* 16. September 1891 in Grünau bei Berlin; † 24. Dezember 1980 in Aumühle) war ein deutscher Marineoffizier, ab Januar 1943 im Rang eines Großadmirals. Er war einer der 24 Angeklagten im Nürnberger Prozess gegen die Hauptkriegsverbrecher. Er wurde wegen Führens von Angriffskriegen und Kriegsverbrechen schuldig gesprochen und am 1. Oktober 1946 zu zehn Jahren Haft verurteilt, die er bis zum 1. Oktober 1956 vollständig verbüßte.
Anfang 1936 wurde Dönitz „Führer der U-Boote“ (ab 1939 „Befehlshaber der U-Boote“) und war in der deutschen Kriegsmarine die treibende Kraft beim Aufbau der U-Boot-Waffe. Ende Januar 1943 von Adolf Hitler zum Oberbefehlshaber der Kriegsmarine ernannt, wurde er in dessen politischem Testament vom 29. April 1945 als sein Nachfolger in den Ämtern des Reichspräsidenten und Oberbefehlshabers der Wehrmacht benannt und damit für wenige Tage letztes Staatsoberhaupt des nationalsozialistischen Deutschen Reichs.
Nach den Suiziden von Hitler am 30. April und Joseph Goebbels am 1. Mai 1945 setzte Dönitz am 5. Mai eine bereits Ende April vorbereitete Geschäftsführende Reichsregierung unter Johann Ludwig Graf Schwerin von Krosigk als Leitenden Reichsminister ein, die allgemein als Regierung Dönitz bekannt wurde. Dönitz autorisierte die Bedingungslose Kapitulation der Wehrmacht vom 8. Mai 1945. Am 23. Mai 1945 wurde Dönitz mit den Generalen des Oberkommandos der Wehrmacht (OKW) und den Mitgliedern der Regierung verhaftet, die in der Marinesportschule im Sonderbereich Mürwik angetroffen wurden.

## Leben

### Kaiserreich und Erster Weltkrieg
| - 1. April 1910: Seekadett - 15. April 1911: Fähnrich zur See - 27. September 1913: Leutnant zur See - 22. März 1916: Oberleutnant zur See - 10. Januar 1921: Kapitänleutnant - 1. November 1928: Korvettenkapitän - 1. Oktober 1933: Fregattenkapitän - 1. Oktober 1935: Kapitän zur See - 28. Januar 1939: Kommodore - 1. Oktober 1939: Konteradmiral - 1. September 1940: Vizeadmiral - 14. März 1942: Admiral - übersprungen: Generaladmiral - 30. Januar 1943: Großadmiral |

Dönitz entstammte der sozialen Schicht des staatstreuen preußischen Bürgertums. Er war der Sohn des Ingenieurs und Leiters der Patentabteilung der Zeiss-Werke Emil Dönitz und dessen Ehefrau Anna, geborene Beyer. Seine Mutter starb, als er noch keine vier Jahre alt war; sein zwei Jahre älterer Bruder Friedrich und er wurden von da an von ihrem Vater alleine aufgezogen.
1898 zog der Vater mit den Kindern nach Jena, um seine Stelle bei den Zeiss-Werken anzutreten. Dönitz besuchte die Stoy’sche Erziehungsanstalt. Mit dem Umzug der Familie nach Weimar im September 1906 wechselte er auf das dortige Realgymnasium am heutigen Rathenauplatz 3. Nach dem Abitur trat Dönitz am 1. April 1910 als Seekadett in die Kaiserliche Marine ein. Zu diesem Ausbildungsjahrgang, der so genannten „Crew 10“, gehörte auch Martin Niemöller. Im Anschluss an die Infanterieausbildung in der Marineschule Mürwik trat der Kadett Dönitz am 12. Mai die Bordausbildung auf dem Großen Kreuzer Hertha an. Am 1. April des folgenden Jahres kehrte er zurück an die Marineschule, um seine Offizierausbildung zu beginnen. Am 15. April 1911 wurde Dönitz zum Fähnrich ernannt. Im Sommer 1912 absolvierte er seinen Infanterielehrgang beim II. Seebataillon und einen Torpedolehrgang auf der Panzerkorvette Württemberg. Mit dem Absolvieren eines Artillerielehrgangs an der Schiffsartillerieschule in Kiel-Wik beendete Fähnrich z. S. Dönitz seine Ausbildung als Seekadett und wurde am 1. Oktober 1912 als Wachoffizier und Adjutant auf den Kleinen Kreuzer Breslau kommandiert. Als väterliche Figur und Mentor nach dem Tod des Vaters galt der Erste Offizier der Breslau, Kapitänleutnant Wilfried von Loewenfeld. Zu dieser Zeit war die Breslau der modernste Kleine Kreuzer der deutschen Flotte. Am 27. September 1913 folgte die Ernennung zum Leutnant zur See.
Zu Beginn des Ersten Weltkrieges gelang es der Breslau und dem Schlachtkreuzer Goeben unter der Führung von Konteradmiral Wilhelm Souchon, den französischen und britischen Seestreitkräften auszuweichen und nach Konstantinopel zu entkommen, wo die Schiffe der Osmanischen Marine unterstellt wurden. Die Breslau nahm fortan unter dem Namen Midilli an Gefechten gegen Einheiten der Kaiserlich russischen Marine im Schwarzen Meer teil. Dönitz wurde im Kriegsjahr 1914 mehrfach ausgezeichnet.
Im August 1915 lag die Midilli zu Reparaturarbeiten in der Werft von Stenia bei Konstantinopel (heute İstinye, Stadtteil von Istanbul). Leutnant zur See Dönitz wurde in dieser Zeit als Flugplatzleiter einer Fliegerabteilung an die Dardanellen-Front und nach San Stefano versetzt, wo er auch als Beobachtungsoffizier eingesetzt wurde und sich als Flieger ausbilden ließ. Im September verließ Dönitz die Breslau.
Seine Heirat mit Ingeborg Weber (1893–1962), der Tochter des preußischen Generalmajors Erich Weber, fand am 27. Mai 1916 in der deutschen Botschaft in Konstantinopel statt und bedeutete für Dönitz einen sozialen Aufstieg.
Zwischenzeitlich zum Oberleutnant z. S. befördert, meldete sich Dönitz freiwillig zu der neuen Waffengattung der Unterseeboote und wurde am 15. September der U-Abteilung der Kaiserlichen Marine zugeteilt. Die U-Ausbildung begann für ihn mit einem weiteren Torpedolehrgang, diesmal speziell auf die Erfordernisse des modernen Waffensystems Unterseeboot zugeschnitten. Dieser Lehrgang brachte ihn im Oktober zurück an Bord der Württemberg. Den Jahreswechsel verbrachte Dönitz an der U-Schule. Am 17. Januar wurde er als Wachoffizier auf U 39 kommandiert. Auf U 39 nahm Dönitz unter den Kommandanten Walter Forstmann und Heinrich Metzger insgesamt an fünf Feindfahrten teil, bis er im Dezember 1917 von Bord ging, um sich auf ein eigenes Kommando vorzubereiten. Im ersten Halbjahr 1917 fuhr auch der spätere Theologe und Widerstandskämpfer Martin Niemöller als Steuermann auf U 39.
Am 1. März 1918 erhielt Dönitz das Kommando auf UC 25, einem – von der Hamburger Vulkanwerft gebauten – minenführenden UC-II-Boot. Auf der ersten der beiden Feindfahrten, die er mit diesem Boot unternahm, drang er in den italienischen Hafen Augusta ein und versenkte ein dort liegendes Schiff. Die Torpedos von UC 25 trafen einen italienischen Kohlefrachter und nicht, wie befohlen, beabsichtigt und auch später gemeldet, das britische Werkstattschiff Cyclops. In der Annahme, Dönitz habe dieses versenkt, empfahl sein Flottillenchef ihn zur Auszeichnung. Infolgedessen wurde Dönitz am 10. Juni 1918 das Ritterkreuz des Königlichen Hausordens von Hohenzollern mit Schwertern verliehen. Im September 1918 erhielt er das Kommando auf UB 68, einem erheblich größeren, hochseefähigen Zweihüllenboot. Bei einem Angriff auf einen britischen Geleitzug im Mittelmeer wurde UB 68 tauchunfähig und erheblich beschädigt, weshalb es von der Besatzung aufgegeben wurde. Nach Verlassen des Bootes geriet Dönitz in britische Kriegsgefangenschaft, die er nutzte, um die spanische Sprache zu erlernen. Aus gesundheitlichen Gründen wurde er im Juli 1919 entlassen und kehrte zu seiner Frau und der 1917 geborenen Tochter Ursula nach Deutschland zurück.

### Weimarer Republik
Dönitz wurde in die zunächst vorläufige Reichsmarine der Weimarer Republik übernommen und im Juli 1919 zum Stab der Marinestation der Ostsee kommandiert, wo er Hilfsarbeiten unter anderem als Referent für Offizierspersonalien verrichtete. Seit März 1920 war er Kommandant verschiedener Torpedoboote, namentlich V 5, T 157 und G 8. Dönitz, der dem Chef des Stationskommandos, Vizeadmiral Magnus von Levetzow, persönlich bekannt war, war von diesem deshalb zum Kommandanten des Torpedobootes „V 5“ ernannt worden, um sich ab dem ersten Tag des Kapp-Lüttwitz-Putsches für die Unterstützung der Putschisten „zur Aufrechterhaltung von Ruhe und Ordnung“ bereitzuhalten. Dem Militärhistoriker Herbert Kraus zufolge erlebte Dönitz das „Scheitern des Putsches […] als persönliche Niederlage an Bord seines Bootes“, da er erkennen musste, „daß die alte Ordnung mit Waffengewalt […] nicht wiederhergestellt werden konnte“. Am 1. Januar 1921 wurde er zum Kapitänleutnant befördert und war der I. Torpedobootshalbflottille unterstellt.
Ab Frühjahr 1923 war er Referent und Adjutant der Inspektion des Torpedo- und Minenwesens. In dieser Zeit erhielt er eine Admiralstabsausbildung durch den damaligen Inspekteur des Bildungswesens der Marine Konteradmiral Erich Raeder. Mit dem 3. November 1924 wurde Kapitänleutnant Dönitz Referent in der Marinewehrabteilung (A I) im Marinekommandoamt; in dieser Stellung verblieb er etwas mehr als zwei Jahre. Anschließend war er als Navigationsoffizier auf dem Kreuzer Nymphe eingesetzt. Im Herbst 1927 nahm er an einer Navigationsbelehrungsfahrt auf dem Vermessungsschiff Meteor teil und absolvierte einen Kurs für Wetterkunde am Observatorium der Marine in Wilhelmshaven.
Am 24. September 1928 wurde Dönitz Chef der 4. Torpedobootshalbflottille, und am 1. November 1928 wurde er zum Korvettenkapitän ernannt. Zwei Jahre später wurde er 1. Admiralstabsoffizier der Marinestation der Nordsee.
Hilfreich für den rasanten Aufstieg waren die überaus positiven Beurteilungen, die Dönitz von seinen militärischen Vorgesetzten erhalten hatte – 13 im Zeitraum von Juli 1913 bis November 1933. Lediglich der spätere Admiral und damalige Kapitän zur See Wilhelm Canaris bemängelte in seiner ersten Beurteilung vom November 1931, Dönitz’ „Charakterbildung“ sei „noch nicht abgeschlossen“, er sei sehr ehrgeizig und geltungsbedürftig, erklärte diese Mängel aber in seiner zweiten Beurteilung ein Jahr später für vollständig behoben.

### Zeit des Nationalsozialismus

#### Vorkriegszeit
In der Funktion des 1. Admiralstabsoffiziers der Marinestation der Nordsee wurde er am 1. Oktober 1933 zum Fregattenkapitän befördert. Als Kommandant des Kreuzers Emden, seit Ende September 1934, machte Dönitz im Jahr 1935 eine mehrmonatige Auslandsreise nach Südostasien. Nach der Rückkehr wurde Dönitz von dem zwischenzeitlichen Generaladmiral Raeder mit dem Aufbau der neuen deutschen U-Boot-Waffe beauftragt. Dönitz empfand diese neue Stellung zuerst als Abstellgleis, revidierte diese Ansicht aber sehr bald. Der Bau deutscher U-Boote war möglich geworden, nachdem sich Adolf Hitler im selben Jahr mit dem Deutsch-britischen Flottenabkommen über den Versailler Vertrag hinweggesetzt hatte, indem er einseitig die deutsche Wehrhoheit erklärte.
In der allgemeinen Strategie der deutschen Marine, dem Unterbrechen der Seewege des Gegners (der damaligen Militärdoktrin zufolge insbesondere der britischen Royal Navy), war für das Waffensystem U-Boot keine maßgebliche Rolle vorgesehen. Am 22. September 1935 wurde Fregattenkapitän Dönitz zum Chef der U-Boot-Flottille Weddigen ernannt und am 1. Oktober 1935 zum Kapitän zur See befördert. Im Januar des Jahres erhielt er auf Antrag das Ehrenkreuz für Frontkämpfer. Bereits am 1. Januar 1936 wurde Dönitz’ Posten aufgewertet und in Führer der Unterseeboote (FdU) umbenannt. Am 28. Januar 1939 folgte seine Ernennung zum Kommodore.
Die Kriegsmarine entsandte unter der Führung von Dönitz am 20. November 1936 mit dem geheimen Unternehmen Ursula (benannt nach der Tochter von Dönitz) die U-Boote U 33 und U 34 in den Spanischen Bürgerkrieg im Mittelmeer.

#### Zweiter Weltkrieg

##### Befehlshaber der Unterseeboote

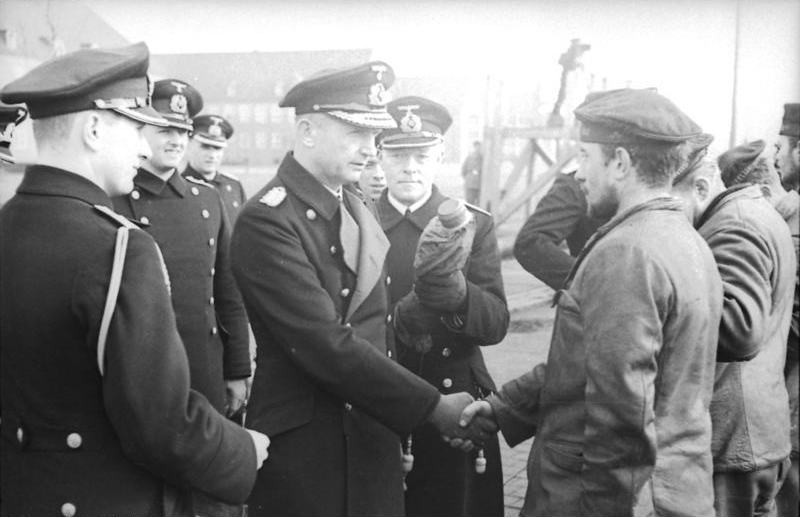
Dönitz begrüßt Besatzungsmitglieder eines U-Boots, Wilhelmshaven 1940, gestelltes NS-Propagandabild

Einen Monat nach Beginn des Zweiten Weltkrieges wurde Dönitz am 1. Oktober 1939 zum Konteradmiral ernannt. Am 19. September war seine Dienststellung in Befehlshaber der Unterseeboote (BdU) umbenannt worden.
Im Bewusstsein der politischen Krisen in den Jahren 1935 bis 1938 musste Dönitz die Möglichkeit einer Gegnerschaft Englands bei der strategischen Ausrichtung der U-Boot-Waffe berücksichtigen. Ein effektiver Handelskrieg setzte laut Dönitz eine Sollstärke der U-Boot-Waffe von rund 300 Booten voraus. Gemäß der Doktrin der „Drittelparität“ sollten sich ein Drittel der Boote im Fronteinsatz befinden, ein weiteres Drittel im An- bzw. Abmarsch und das letzte Drittel zur Überholung in den Heimathäfen. Im Z-Plan vom 1. März 1939 wurde der Bau von 249 U-Booten beschlossen. So begann der Seekrieg im Atlantik zwar mit einer geringen Zahl an U-Booten (57 U-Boote, davon nur 37 für den Atlantik geeignet), aber dennoch mit Erfolgen für die deutsche Seite. Aufgrund dessen wurde Dönitz am 1. September 1940 zum Vizeadmiral befördert.
Dönitz ließ die U-Boot-Besatzungen in der Rudeltaktik ausbilden, um gegen Geleitzüge zu kämpfen. Einer Massierung an Schiffen plante er, eine Massierung an U-Booten entgegenzusetzen.
Im Zuge der verminderten Rohstoffzuteilung an die Kriegsmarine, die im November 1941 erfolgte und für das Jahr 1942 nur 60 % der angeforderten Menge an Stahl und Aluminium vorsah, forderte Dönitz eine Förderung des U-Bootbaus auf Kosten der größeren Einheiten. In einer Eingabe an die Seekriegsleitung bewertete er die Vorstöße der deutschen Kriegsschiffe in den Atlantik bisher als gescheitert und zukünftig als aussichtslos. Diese indirekte Kritik an der Strategie des Oberbefehlshabers der Kriegsmarine, Erich Raeder, in der Dönitz eine bereits geäußerte Kritik Hitlers wiederholte, offenbarte einen grundsätzlichen Konflikt, der sich allerdings zunächst nicht zu einem offenen Machtkampf entwickelte, da die deutschen Großkampfschiffe zu diesem Zeitpunkt nicht einsatzbereit waren. Der Historiker Michael Salewski sieht Raeders Verhältnis zu Dönitz dabei angespannt, weil Dönitz die Bestrebungen Albert Speers als Reichsminister für Bewaffnung und Munition unterstützt habe, auch die Marinerüstung in den Verantwortungsbereich seines Ministeriums zu holen. Das habe Raeder als Bedrohung seiner Autorität gesehen. Gleichzeitig sei Raeder mit Dönitz‘ strategischen Beurteilung des U-Boot-Krieges nicht ganz einverstanden gewesen. Aber Dönitz genoss bei Hitler eine militärische Sonderstellung und trug als einziger Frontbefehlshaber der Kriegsmarine bei Hitler vor. Dönitz war nach Einschätzung Michael Salewskis 1942 neben Raeder die wichtigste Persönlichkeit der Marine, wobei Dönitz „nur formell untergeordnet“ erschienen sei. Salewski räumt ein, dass die schwere Krise im Vertrauensverhältnis der beiden in der Rückschau nicht mehr einwandfrei zu klären sei. Raeder und Dönitz hätten sich nach Kriegsende im Interesse „der Sache“ wieder versöhnt und in ihren Memoiren jeden Hinweis auf Differenzen vermieden.
Als im Frühjahr 1942 die beiden Schlachtschiffe der Scharnhorst-Klasse und der Kreuzer Prinz Eugen auf Drängen Hitlers ihre Basis am Atlantik in Brest verlassen mussten und das Gros der deutschen Überwasserflotte um das Schlachtschiff Tirpitz nach Norwegen verlegte, war die offensive operative Strategie Raeders im Wesentlichen gescheitert. Von Brest und den anderen Stützpunkten an der nordfranzösischen Atlantikküste aus führte nun Dönitz mit U-Booten die Schlacht im Atlantik. Zunächst schienen die hohen Versenkungszahlen im Frühjahr 1942 den Erfolg des von ihm definierten „Tonnagekrieges“ anzudeuten. Bereits am 14. März 1942 wurde Dönitz zum Admiral befördert.
Doch der „Tonnagekrieg“, das „Wettrennen“ zwischen alliiertem Schiffsneubau und der Versenkung durch deutsche U-Boote, war tatsächlich bereits im Herbst 1942 angesichts der enormen amerikanischen Kapazitäten und Fertigungsmethoden gescheitert. Dass Großbritannien im Frühjahr 1943 durch den massiven deutschen U-Boot-Einsatz am Rande einer militärischen Niederlage gestanden habe, bezeichnet der Historiker Werner Rahn deshalb als historische Legende.

##### Oberbefehlshaber der Kriegsmarine
Am 30. Januar 1943 wurde Dönitz unter Auslassung des Dienstgrades Generaladmiral zum Großadmiral befördert und als Nachfolger Erich Raeders zum Oberbefehlshaber der deutschen Kriegsmarine ernannt. Raeder war nach eigenen Angaben mindestens ab 1938 immer wieder mit Hitler aneinandergeraten und von diesem harsch kritisiert worden, hatte sich aber auch immer wieder mit Hitler versöhnt. Letztlich zum Rücktritt Raeders führte die Kontroverse um den Einsatz der schweren Einheiten seit deren Rückführung aus Brest im Januar/Februar 1942. Nachdem das Unternehmen Regenbogen, ein Angriff der Kreuzer Lützow und Admiral Hipper mit sechs Zerstörern auf den Geleitzug JW 51B, in der Schlacht in der Barentssee am 31. Dezember 1942 gescheitert war, setzte Hitler am 6. Januar 1943 bei einem Treffen mit Raeder zu einer Generalabrechnung mit der Marine an und erklärte, die Großkampfschiffe zu Gunsten der U-Boot-Waffe außer Dienst stellen zu wollen. Raeder trat daraufhin als Oberbefehlshaber der Marine zurück. Er schlug Hitler als mögliche Nachfolger Generaladmiral Rolf Carls und Dönitz vor. Raeder hatte Carls, der mit Raeders militärischen und strategischen Vorstellungen übereinstimmte, seit Jahren als Nachfolger aufgebaut. Dass Raeder auch Dönitz vorschlug, scheint Michael Salewski erstaunlich, aber wenn Raeder Hitler eine Alternative vorschlagen sollte oder wollte, sei nur Dönitz übrig geblieben, der Hitlers Vorstellungen von der Struktur und Rüstung der Marine am nächsten stand. Raeder habe allerdings versucht, Hitler durch die Formulierung seines Vorschlagsschreibens in die Richtung Carls zu lenken. Offenbar unternahm Hitler aber nicht einmal den Versuch, mit Carls Kontakt aufzunehmen. Spätestens am 26. Januar 1943 war klar, dass Dönitz der neue Oberkommandierende der Marine werden würde.
Als designierter Nachfolger übermittelte Dönitz am 26. Januar 1943 Hitlers Befehl, alle Neu- und Umbauten an großen Schiffen sofort einzustellen. In seinem ersten Tagesbefehl formulierte Dönitz am 30. Januar 1943: „Von jedem Einzelnen erwarte ich bedingungslosen Gehorsam, höchsten Mut und Hingabe bis zum letzten Atemzug. Darin liegt unsere Ehre. […] Geschart um unseren Führer werden wir unsere Waffen nicht aus der Hand legen, bis Sieg und Frieden errungen sind.“
Ebenso wie für Raeder stellte aber auch für Dönitz die projektierte Außerdienststellung der schweren Schiffe eine Selbstaufgabe der Marine dar. Nach Ansicht des Autors Michael Salewski sei dies in den Augen der Marine ein schlimmeres Ende gewesen als die Revolution von 1918 und die Selbstversenkung der Kaiserlichen Hochseeflotte in Scapa Flow. Dönitz ließ sich von der Seekriegsleitung und dem Flottenchef Otto Schniewind überzeugen, dass eine Kampfgruppe im Nordmeer, bestehend aus den noch verfügbaren Schlachtschiffen Tirpitz und Scharnhorst, den Gegner nicht nur von einer Landungsoperation abschrecken würde, sondern auch die alliierten Nordmeergeleitzüge bekämpfen könnte. In einem Lagevortrag am 26. Februar 1943 gelang es Dönitz nicht nur, Hitler davon zu überzeugen, den Außerdienststellungsbefehl auszusetzen. Er prognostizierte auch, dass die schweren Einheiten durch die Bekämpfung der alliierten Hilfslieferungen an die Sowjetunion das Heer an der Ostfront entlasten könnten. Michael Salewski spricht von einer „Art Wette“ zwischen Dönitz und Hitler, bei der die großen Schiffe das Riesenspielzeug gewesen seien, und der Einsatz das Prestige der Marine. Werner Rahn konstatiert, dass sich Dönitz damit auf einen Einsatz der Schiffe festgelegt habe. Jede weitere Unternehmung der Überwassereinheiten habe die Existenzberechtigung der schweren Einheiten nachweisen müssen. Unter dem psychologischen Druck von Hitlers abfälligen Äußerungen über angeblich mangelnden Einsatzwillen habe die Seekriegsleitung bereits im März 1943 den Kampfauftrag über den Auftrag der Abwehr gestellt. Dönitz war nach Ansicht Rahns von der Wunschvorstellung beherrscht, mit dem Einsatz der Kampfgruppe einen spektakulären Erfolg erzielen zu können und damit auch Hitlers Vorurteile gegenüber den schweren Einheiten auszuräumen. Dönitz versprach Hitler am 20. Dezember, dass die Scharnhorst den nächsten gemeldeten Geleitzug angreifen werde. Als am 22. Dezember der Geleitzug JW 55B gesichtet wurde, erhielt Konteradmiral Erich Bey als Kommandant der Kampfgruppe den Angriffsbefehl.
Ein Einsatz im Nordmeer zu dieser Jahreszeit widersprach jeder operativen Vernunft. Die Richtlinien der Seekriegsleitung hatten ein Auslaufen lediglich im Sommer vorgesehen, bis eine neue Weisung Dönitz‘ vom 20. November den Einsatz der Scharnhorst auch im Polarwinter ermöglichte. Nachdem die deutsche Luftaufklärung am 22. Dezember 1943 einen Geleitzung (Geleitzug JW 55B) mit mindestens 40 Einheiten bei den Färöer-Inseln gemeldet hatte, flog Dönitz noch am 25. Dezember aus Paris zur Entscheidungsfindung nach Berlin. Obwohl Bey gemeldet hatte, dass er sowohl die Luftaufklärung als auch die Helligkeitsverhältnisse für unzureichend hielt, sahen Dönitz und die Operationsabteilung „die lange erwartete Gelegenheit“ gegeben, die „Kampfgruppe offensiv zum aussichtsvollen Einsatz zu bringen, […] sofern die Feindlage keine neue überraschende Veränderung aufzeigt.“ Der schon in See gestochene Bey erhielt einen Funkspruch von Dönitz, der Bey durch seine Diktion und den indirekten Bezug auf das gescheiterte Unternehmen „Regenbogen“ in seiner Entscheidungsfreiheit nach Ansicht Werner Rahns erheblich einschränken sollte: „Feind will durch wichtigen Geleitzug mit Nahrung und Waffen für Russen heldenmütigen Kampf unseres Ostheeres weiter erschweren. Wir müssen helfen […] Taktische Lagen geschickt und wagemutig ausnützen. Gefecht nicht mit halbem Erfolg beenden. Angepackte Lagen durchschlagen.“ Erst an vierter Stelle, so Rahn, sei der Hinweis gekommen, Bey könne das Unternehmen nach eigenem Ermessen abbrechen, grundsätzlich jedoch „bei Auftreten schwerer Streitkräfte“. Dönitz schloss mit: „Ich glaube an Euren Angriffsgeist. Heil und Sieg.“
Während Dönitz von Anfang an zum Angriff entschlossen war, sahen alle Kommandoinstanzen den Befehl zum Auslaufen am 25. Dezember 1943 kritisch. Flottenchef Generaladmiral Schniewind, der Chef der Seekriegsleitung, Admiral Wilhelm Meisel, und der Operationsoffizier, Kapitän zur See Hubert von Wangenheim brachten ihre Zweifel am Angriffsbefehl zum Ausdruck. Otto Ciliax, Kommandierender Admiral Norwegen, konstatierte im Sommer 1945, er habe Dönitz gewarnt, dass das Unternehmen „Ostfront“ aufgrund der Luft- und Wetterlage im Polarwinter und der Schwierigkeiten mit lediglich zwei bis drei Stunden Dämmerung den bisherigen operativen und taktischen Erfahrungen widerspreche. Als sich im Verlauf des 25. Dezember die Wetterlage weiter verschlechterte, sodass der Einsatz der Zerstörer ausgeschlossen schien, beantragte Schniewind den Abbruch der Unternehmung oder eine Durchführung nur durch die Scharnhorst. Dönitz genehmigte allein die Entlassung der Zerstörer. Die Seekriegsleitung vermutete irrtümlich, dass die Wetterlage auch die gegnerischen Verbände behindern würde. Dabei wiesen Ergebnisse der Funk- und Luftaufklärung auch auf eine mögliche schwere Sicherungsgruppe der Royal Navy hin. Das Seegefecht vor dem Nordkap endete am 26. Dezember 1943 mit der Versenkung der Scharnhorst durch überlegene britische Kräfte. 1932 deutsche Seeleute fanden den Tod, auch, weil die Scharnhorst eine Kapitulation verweigerte. Hitler schätzte die, so der Historiker Holger Afflerbach, „fanatische Untergangsmentalität“, die in der Marine herrschte, und „die der verbohrten nationalsozialistischen Vorstellung von Sieg oder Untergang am nächsten kam“. Das trug auch dazu bei, dass Hitler Marineoffiziere zu Kommandanten der Atlantikfestungen ernennen und Dönitz zu seinem Nachfolger bestimmen sollte.
Nach dem Untergang der Scharnhorst machte Dönitz persönliches Versagen an Bord für das Scheitern der Operation verantwortlich, etwa, dass Konteradmiral Bey über keine Großkampfschifferfahrung verfügte. Gegenüber Hitler relativierte er seine Verantwortung, indem er von einer „Fehlbeurteilung der Lage“ durch Konteradmiral Bey sprach, der die vermeintlich günstige Situation im Gefecht mit britischen Kreuzern nicht ausgenutzt habe. Auch in seinen Memoiren 10 Jahre und 20 Tage schob Dönitz die Verantwortung für den Verlust der Scharnhorst vor allem auf den Befehlshaber Bey. In seinem Abdruck des Funkspruchs an die Scharnhorst ließ er die aufmunternden und damit im Rückblick kritischen Passagen weg.
Nach einem weiteren Gefecht in der Biskaya, bei dem ein Zerstörer, zwei Torpedoboote und ein Blockadebrecher verloren gingen, räumte Dönitz ein, dass es kaum noch eine günstige Lage für den Einsatz der verbliebenen Einheiten geben werde. Die deutsche Seekriegsleitung sah zwar die Überlegenheit der alliierten Ortungsgeräte, glaubte aber, die Angriffe auf die Nordmeerkonvois mit mehreren Schiffen wieder aufnehmen zu können, sobald man selbst über leistungsfähigere Ortungsgeräte verfügen würde. Dönitz hingegen bezweifelte, dass die verfügbaren schweren Einheiten würden Geleitzüge bekämpfen oder Landungen abwehren können. Zumal nach einer erneuten Beschädigung der Tirpitz im März 1944 sah sich Hitler darin bestätigt, dass es keine erfolgversprechende Möglichkeit für die Schlachtschiffe im Nordraum mehr gebe. Nach dem Untergang der Scharnhorst bedrohten lediglich U-Boote und Luftwaffe die alliierten Nordmeerkonvois. Dönitz verlegte allein von Dezember 1943 bis Januar 1944 mehr als 20 U-Boote aus dem Atlantik nach Norwegen. Die britische Admiralität erkannte dies und ging bei der U-Boot-Abwehr im Nordmeer erfolgreich in die Offensive. Bei nur geringen Versenkungserfolgen gingen von Juni 1943 bis Mai 1944 im Nordmeer 18 deutsche Boote verloren.
Den Rückzug der U-Boote aus dem Nordatlantik im Mai 1943 sah Dönitz zwar nur als eine vorübergehende vorbeugende Maßnahme an. Aber die zur Kräftebindung eingesetzten U-Boote erlitten hohe Verluste ohne entsprechende Erfolge. Ab Sommer 1943 hoffte die Marineführung auf den „neuen U-Boot-Krieg“ mit neu entwickelten U-Booten, die ständig unter Wasser bleiben könnten und ab Herbst 1944 einsatzfähig sein sollten. Noch im Oktober 1944 hielt Dönitz die Weiterführung des Krieges für gesichert und den Seekrieg gegen die Westmächte für „die entscheidendste Front dieses Krieges“. Diese Hoffnungen erwiesen sich als illusionär. Aber Dönitz suggerierte Hitler bis kurz vor Kriegsende, dass eine Wende der Gesamtkriegslage durch die neuen U-Boote möglich sei, obwohl er aus den ihm vorliegenden Meldungen wissen musste, dass dazu alle personellen und materiellen Voraussetzungen fehlten. So rechtfertigte er auch noch nach Kriegsende die verlustreiche Duchhaltestrategie mit Zeitgewinn.
Als Oberbefehlshaber der Kriegsmarine gab Dönitz den Posten als Befehlshaber der Unterseeboote nicht auf. Nachdem die Atlantikschlacht im Frühjahr 1943 aufgrund technologischer Unterlegenheit der veralteten U-Boot-Typen gescheitert war, versuchte er, einerseits durch eine Massenproduktion neuer U-Boote und andererseits durch rücksichtslose Durchhalteappelle an die U-Boot-Besatzungen, die sachlich durch nichts mehr gerechtfertigt waren, eine strategische Offensivoption zurückzuerlangen: „… vor Flugzeugen nicht tauchen, schießen und abwehren. Vor Zerstörern möglichst über Wasser ablaufen. Hart sein, nach vorne kommen und angreifen. Ich glaube an Euch.“ Dies bedeutete jedoch, in den Worten des britischen Sachbuchautors Andrew Williams: „Jeder U-Boot-Kommandant, der den Befehl von Dönitz befolgen würde, auf der Wasseroberfläche zu kämpfen, unterschrieb sein eigenes Todesurteil.“
Bei der Invasion in der Normandie (1944) ließ er 36 U-Boote auslaufen:

„Jedes feindliche Fahrzeug, das der Landung dient, auch wenn es etwa nur ein halbes Hundert Soldaten oder einen Panzer an Land bringt, ist ein Ziel. Es ist anzugreifen, auch unter Gefahr des eigenen Verlustes. […] Das Boot, das dem Feinde bei der Landung Verluste beibringt, hat seine höchste Aufgabe erfüllt und sein Dasein gerechtfertigt, auch wenn es dabei bleibt.“

Das war angesichts der zu diesem Zeitpunkt massiven alliierten Wasser- und Luftüberlegenheit ein Kamikaze-Befehl, da nur geringe Aussichten bestanden, dass ein U-Boot einen Angriff auf die stark gesicherten Konvois im Kanal oder auf die Schiffskonzentrationen vor der Küste der Normandie überstehen würde.
Obwohl die Zahl der versenkten U-Boote in der Folgezeit immer weiter stieg, wurde die Möglichkeit, dass die Alliierten den „Schlüssel M“, also die deutsche Enigma-Maschine gebrochen haben könnten, weiterhin ausgeschlossen. Zwar veranlasste Dönitz mehrfach gründliche Untersuchungen hierzu, beispielsweise im Sommer 1941 durch den Konteradmiral Erhard Maertens, dieser kam aber zu falschen Schlussfolgerungen (siehe auch: Erhard Maertens & Enigma), so dass keine nachhaltigen Konsequenzen gezogen wurden.
Trotz der erdrückenden eigenen Verluste und der sehr stark abgefallenen Versenkungserfolge konnte sich Dönitz, von einer kurzen Phase in der Mitte des Jahres 1943 abgesehen, zu keinem Zeitpunkt dazu entschließen, die Konsequenzen zu ziehen und den U-Boot-Krieg abzubrechen. Er begründete dies mit strategischen Überlegungen. Seiner Auffassung nach hätte ein Abbruch der Atlantikschlacht den Westalliierten ermöglicht, große Mengen von Menschen und Material freizumachen, die dann an anderer Stelle gegen Deutschland zum Einsatz gebracht worden wären.
Das Ergebnis dieser Haltung lässt sich auch an den Verlustzahlen ablesen: Von den rund 41.000 deutschen U-Boot-Fahrern des Zweiten Weltkrieges starben bis Kriegsende fast 26.000 im Einsatz. Unter den Toten war auch Dönitz’ jüngerer Sohn Peter. Der andere Sohn, Klaus, wurde mit dem Schnellboot S 141 der 5. Schnellboot-Flottille von dem Geleitzerstörer La Combattante bei dem erfolglosen Versuch versenkt, in der Nacht zum 13. Mai 1944 ein Küstengeleit nahe Selsey Bill anzugreifen.
In dem 68 Monate dauernden Kampf gingen 781 von 820 deutschen U-Booten (95,2 Prozent) verloren, 632 wurden nachweislich von den Alliierten versenkt. Eine solche Verlustquote hatte keine andere Waffengattung zu verzeichnen, weder auf deutscher noch auf alliierter Seite.
Befehligt wurden die U-Boote zuerst von Wilhelmshaven aus (1939/1940), danach vom Schloss Kernével bei Lorient (1940–1942), wo der BdU mit nur sechs Stabsoffizieren die Einsätze dirigierte, und zuletzt vom Hauptquartier Koralle in Bernau bei Berlin (1943–1945). Die britische U-Boot-Abwehr verfügte über Hunderten von Stabsoffizieren, mit denen von London und Liverpool aus ihre Gegenmaßnahmen strategisch und taktisch koordiniert und technisch revolutioniert wurde.

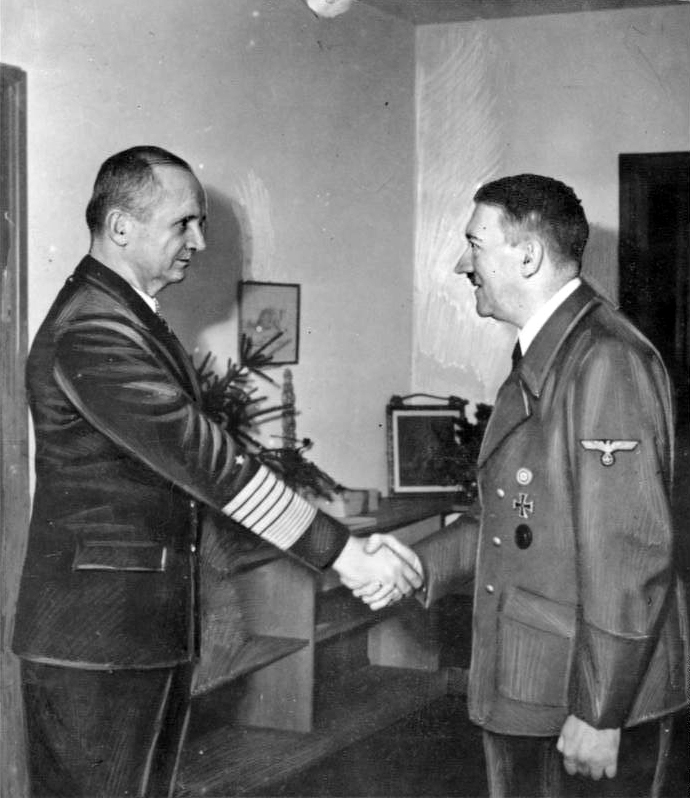
Dönitz und Hitler 1945 im Führerbunker

Am 20. April 1945 gratulierte Dönitz Hitler im Führerbunker in Berlin zum Geburtstag und erhielt von ihm den Auftrag zur „sofortigen Vorbereitung zur restlosen Ausschöpfung aller personellen und materiellen Möglichkeiten für die Verteidigung des Nordraums im Falle einer Unterbrechung der Landverbindung in Mittel-Deutschland“. Dönitz verabschiedete sich am Nachmittag des 21. Aprils von Hitler und verließ am nächsten Tag um 2:00 Uhr Berlin in Richtung seines neuen Hauptquartiers am Suhrer See bei Plön, wo er am späten Vormittag ankam. Die Seekriegsleitung, die das Lager Stadtheide seit dem 27. März als Ausweichquartier nutzte, hatte Dönitz und seinem Stab ein paar Baracken freigemacht.
Stationen während des Zweiten Weltkriegs:
- 19. September 1939 bis 30. Januar 1943 Befehlshaber der Unterseeboote
- 30. Januar 1943 bis 30. April 1945 Oberbefehlshaber der Kriegsmarine, gleichzeitig weiterhin Befehlshaber der Unterseeboote
- 17.–30. April 1945 zugleich Wehrmacht-Oberbefehlshaber Nordraum
- 1.–23. Mai 1945 Reichspräsident und Oberster Befehlshaber der Wehrmacht

##### Hitlers „Nachfolger“ als Reichspräsident
Hitler ernannte Dönitz testamentarisch zu seinem Nachfolger als Oberbefehlshaber der Wehrmacht, Kriegsminister und Reichspräsident. Das entsprach nicht der formal noch gültigen Weimarer Verfassung. Hitler hatte jedoch am 13. Dezember 1934 das Gesetz über den Nachfolger des Führers und Reichskanzlers erlassen, das er am gleichen Tag ausfertigte, aber nie veröffentlichte. Darin deklarierte er für sich die Vollmacht, „für den Fall seines Todes oder sonstiger Erledigung der in seiner Person vereinigten Ämter des Reichspräsidenten und Reichskanzler seinen Nachfolger“ selbst zu bestimmen. Dönitz akzeptierte seine Ernennung, nachdem er am 1. Mai 1945, 15:18 Uhr telegraphisch durch Martin Bormann in Plön vom Tode Hitlers unterrichtet worden war. Schon am 30. April hatte Bormann Dönitz seine Ernennung zum Reichspräsidenten mitgeteilt, ohne ihm zu eröffnen, dass Hitler tot war, was bis zum 1. Mai fast niemand im Deutschen Reich wusste. Dönitz hielt diese Ernennung zum Reichspräsidenten für so bedeutend, dass er noch 1975 ein „Politisches Testament“ verfasste, in dem er das Amt des Reichspräsidenten auf den Bundespräsidenten der Bundesrepublik übertragen wollte.
Sein Amt als „Nachfolger des Führers“ verkündete Dönitz mit einer Ansprache an das deutsche Volk und einem darauffolgenden Tagesbefehl an die Wehrmacht, die der Reichssender Hamburg am 1. Mai 1945, 22:30 Uhr mit der unwahren Mitteilung einleitete, Hitler sei „heute Nachmittag in seinem Befehlsstand in der Reichskanzlei bis zum letzten Atemzuge gegen den Bolschewismus kämpfend für Deutschland gefallen“. Auch Dönitz verschwieg, dass Hitler sich selbst getötet hatte; er sprach ebenfalls davon, dass Hitler „gefallen“ sei, und von dessen „Heldentod“. Der provisorische Regierungssitz lag ab dem 3. Mai in Flensburg-Mürwik, im dort eingerichteten Sonderbereich Mürwik, dem letzten noch unbesetzten Teil des Dritten Reiches. Ihm wurde mit Korvettenkapitän Otto Salman ein neuer Erster Adjutant und Personalreferent im Oberbefehlshabers der Marine zur Seite gestellt. Nach der Kapitulation vom 8. Mai wurde die Flensburger Regierung am 23. Mai von den Alliierten abgesetzt und Dönitz verhaftet, der anschließend im Nürnberger Prozess gegen die Hauptkriegsverbrecher wegen Kriegsverbrechen und der Planung eines Angriffskrieges unter Anklage gestellt wurde.

##### Kapitulation
Dönitz und die geschäftsführende Reichsregierung strebten einen Separatfrieden mit den Westalliierten an, um die Rote Armee aus Deutschland zurückzudrängen. Nachdem bereits auf der alliierten Konferenz von Casablanca im Jahr 1943 die Forderung des amerikanischen Präsidenten Franklin D. Roosevelt nach bedingungsloser Kapitulation der Kriegsgegner verabschiedet worden war und Churchill einen Konflikt mit den sowjetischen Alliierten befürchtete, lehnten die westlichen Alliierten jedoch jede Teilkapitulation ab. Nach dem Krieg begründete Dönitz die Fortsetzung des Krieges auch damit, dass möglichst viele deutsche Soldaten in westalliierte Gefangenschaft gebracht werden sollten, um sie so vor sowjetischer zu bewahren. Diese Darstellung wird jedoch von jüngerer historischer Forschung zum Teil in Frage gestellt und als beschönigend bewertet, da Dönitz erst zwei Tage vor der Kapitulation befahl, die gesamten verfügbaren Schiffe zur Rettung von Flüchtlingen einzusetzen (vgl. z. B. die Arbeiten von Heinrich Schwendemann im Literaturverzeichnis). Weiterhin fällten Marinekriegsgerichte im noch von deutschen Truppen kontrollierten Gebiet unter Berufung auf Dönitz’ Durchhaltebefehle bis in die Tage nach der Gesamtkapitulation hinein zahlreiche Todesurteile wegen Fahnenflucht und „Wehrkraftzersetzung“. Dönitz persönlich bestand darauf, den Hitlergruß als Ehrenbezeugung beizubehalten und alle Hitlerbilder an ihrem Platz zu belassen.

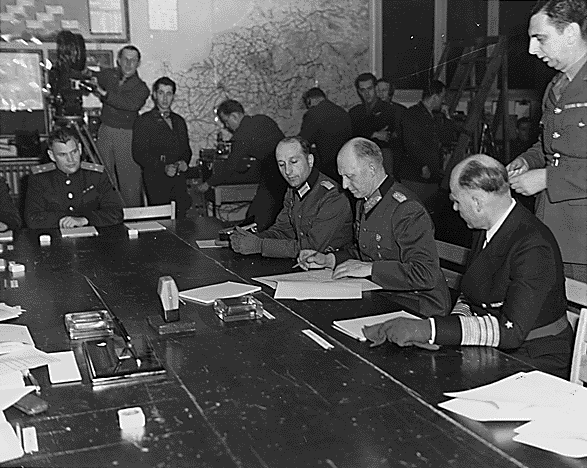
Generaloberst Jodl unterzeichnet in Reims die bedingungslose Kapitulation der deutschen Wehrmacht (7. Mai 1945)

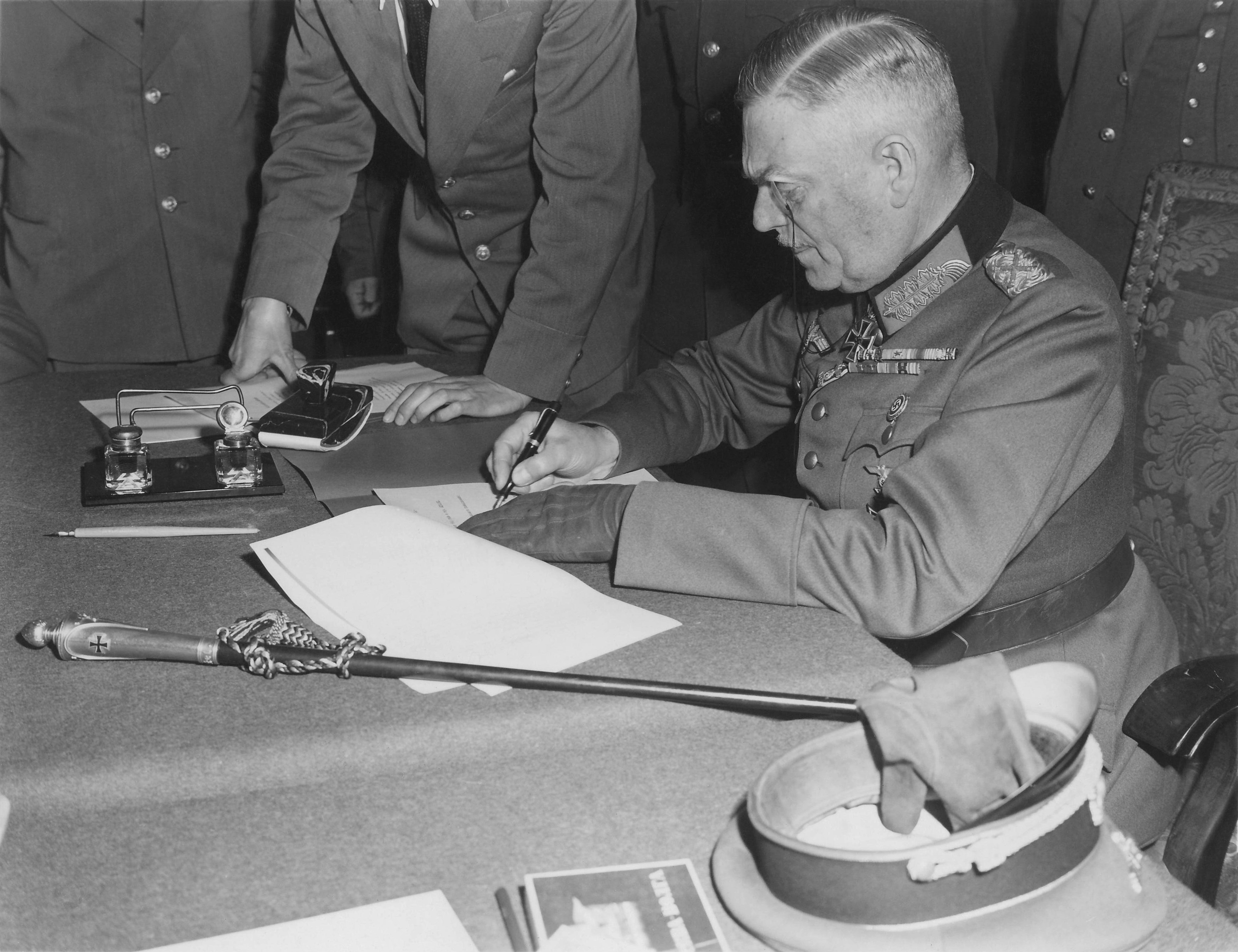
Generalfeldmarschall Wilhelm Keitel unterzeichnet am 9. Mai 1945 in Berlin-Karlshorst die bedingungslose Kapitulation der deutschen Wehrmacht.

Am 2. Mai 1945 befahl in Berlin General Weidling die Einstellung aller Kampfhandlungen in der Reichshauptstadt. Dönitz bereitete umgehend eine Teilkapitulation gegenüber den Westalliierten vor.
Generaladmiral Hans-Georg von Friedeburg traf am 3. Mai um 11:30 Uhr im britischen Hauptquartier von Feldmarschall Bernard Montgomery in Wendisch Evern bei Lüneburg ein, um eine Teilkapitulation in Nordwestdeutschland, den Niederlanden und Dänemark vorzubereiten. Sie wurde am 4. Mai um 18:30 Uhr unterzeichnet und trat am 5. Mai um 8:00 Uhr in Kraft. Am 5./6. Mai trafen Generaladmiral von Friedeburg und am 6. Mai Generaloberst Alfred Jodl im Hauptquartier von General Dwight D. Eisenhower wegen einer weiteren Teilkapitulation gegenüber den Westalliierten ein. Eisenhower bestand jedoch auf einer Gesamtkapitulation, aber mit dem Zugeständnis, dass nach der Unterzeichnung 48 Stunden zur Umsetzung verbleiben könnten. Damit hatte die Regierung Dönitz ihr Ziel erreicht, große Teile der Wehrmacht in Mittel- und Süddeutschland vor sowjetischer Gefangennahme zu bewahren und sie hinter die westalliierten Linien fliehen zu lassen.
Am 7. Mai um 02:41 Uhr morgens unterzeichnete Jodl im operativen Hauptquartier der SHAEF (Supreme Headquarters Allied Expeditionary Force) im französischen Reims im Auftrag Dönitz’ die bedingungslose Gesamtkapitulation aller deutschen Streitkräfte am 8. Mai um 23:01 Uhr. Am 8. Mai um 12:30 Uhr kündigte Dönitz über den Reichssender Flensburg dem deutschen Volk den Waffenstillstand um 23 Uhr an. Da keine hochrangigen sowjetischen Offiziere in Reims teilgenommen hatten, musste auf Wunsch Stalins die Unterzeichnung im sowjetischen Hauptquartier wiederholt werden. Daher unterzeichneten am 9. Mai um 00:16 Uhr im sowjetischen Hauptquartier in Berlin-Karlshorst der Chef des Oberkommandos der Wehrmacht (Generalfeldmarschall Wilhelm Keitel), der Chef des Generalstabs der Luftwaffe (Generaloberst Hans-Jürgen Stumpff) und der Oberbefehlshaber der Marine (Generaladmiral von Friedeburg) mit Bevollmächtigung von Dönitz eine weitere Kapitulationsurkunde.

### Nachkriegszeit

#### Nach der Kapitulation

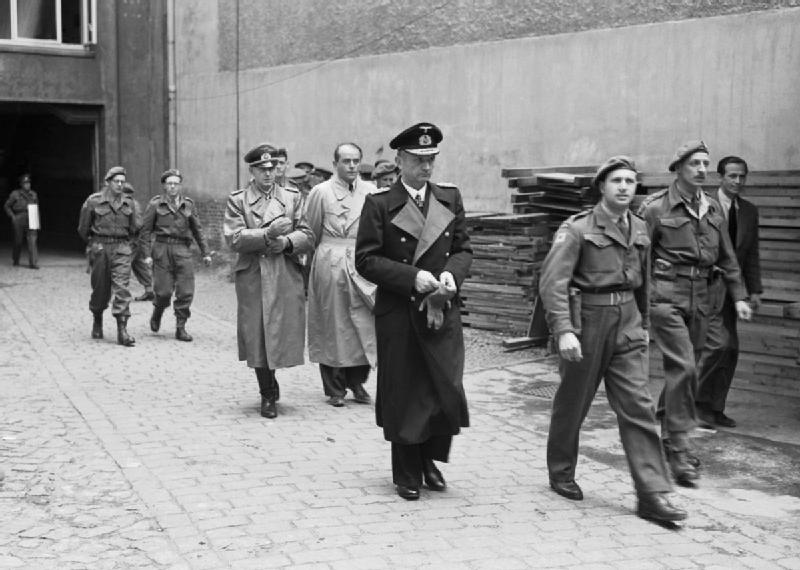
Am 23. Mai 1945 wurden Großadmiral Karl Dönitz, Generaloberst Alfred Jodl und Albert Speer durch britische Soldaten verhaftet und in Anwesenheit der Weltpresse im Hof des Polizeipräsidiums in Flensburg vorgeführt.

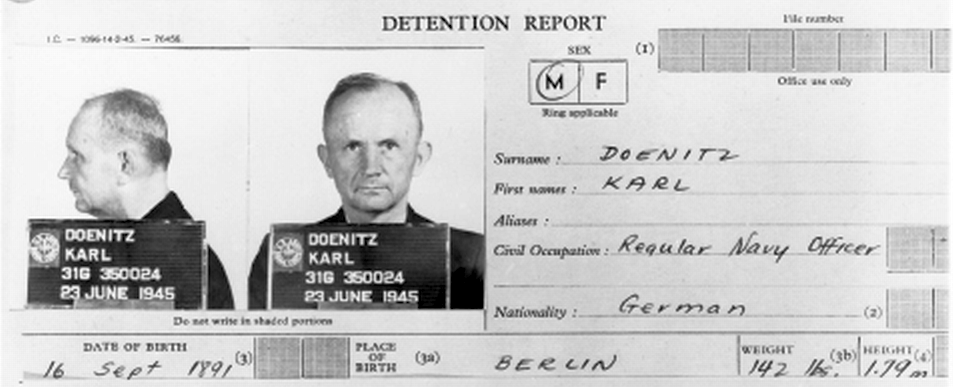
Karl Dönitz, Festnahmekarte der US-Regierung vom 23. Juni 1945

Heinrich Himmler, der mit großem Gefolge in Flensburg angekommen war, bemühte sich, Mitglied der neuen Reichsregierung zu werden, doch Dönitz berücksichtigte ihn nicht bei seiner Regierung, die er am 5. Mai ernannte. Bei einem Essen am 6. Mai sprach Dönitz mit Himmler darüber. Am 10. Mai stimmte Dönitz zu, dass SS-Angehörige mit Personalpapieren der Kriegsmarine ausgestattet werden sollten, damit sie ihre Mitgliedschaft in der SS verschleiern konnten, denn es war offensichtlich, dass Mitglieder der SS unter anderem für den Völkermord an den Juden und von ihr begangene Kriegsverbrechen zur Verantwortung gezogen würden.
Dönitz’ politische Position ließ keine große Einsicht in die Realitäten nach dem verlorenen Krieg erkennen. Nach seiner Auffassung hatte sich die Wehrmacht einschließlich der Kriegsmarine bewährt. Sie habe sich – im Gegensatz zum Ersten Weltkrieg – nicht gegen die Regierung gewandt. Meuterei und Revolution seien ausgeblieben. Die pluralistische Regierungsform der westlichen Demokratien lehnte Dönitz vehement ab. Eine Woche nach der Kapitulation schrieb er:

„Die wahre Volksgemeinschaft, die der Nationalsozialismus geschaffen hat, muß erhalten werden; der Wahnsinn der Parteien wie vor 1933 darf nicht wieder Platz greifen.“

Auch lehnte er eine Verantwortung der NS-Führung für die Vorgänge in den Konzentrationslagern ab. Dass dies in seinen Augen keine Staatsverbrechen waren, sondern normale, einzelnen Personen anzulastende Straftaten, ist seinem Tagesbefehl an die Wehrmacht vom 18. Mai zu entnehmen. Dönitz versuchte noch, über Dwight D. Eisenhower eine Verordnung in Kraft zu setzen, die das Reichsgericht für die Verbrechen in den Konzentrationslagern zuständig gemacht hätte. Er legte Eisenhower auch nahe, sein Vorgehen gegen den Nationalsozialismus einzuschränken, weil sonst eine Bolschewisierung Deutschlands drohe. In persönlichen Gesprächen mit den Abgesandten der Alliierten am 17. und 20. Mai legte er diese Ansichten nochmals dar. Am 23. Mai 1945 wurden Dönitz und die Angehörigen des OKW, Jodl und Friedeburg, auf die Patria bestellt, auf der die alliierte Überwachungskommission für das OKW unter dem amerikanischen Generalmajor Rooks und dem britischen Brigadegeneral Foord residierte. Dort wurde ihnen die auf Befehl General Eisenhowers mit Zustimmung des Marschalls der Sowjetunion Schukow angeordnete Verhaftung als Kriegsgefangene mitgeteilt. Auch die Mitglieder der Geschäftsführenden Reichsregierung wurden an diesem Tag verhaftet. Anschließend wurden die Festgenommenen im Hof des Flensburger Polizeipräsidiums der Weltpresse vorgeführt. Am 5. Juni 1945 verkündeten die Alliierten in der Berliner Erklärung ihre Übernahme der obersten Regierungsgewalt über Deutschland.

#### Angeklagter im Nürnberger Prozess gegen die Hauptkriegsverbrecher

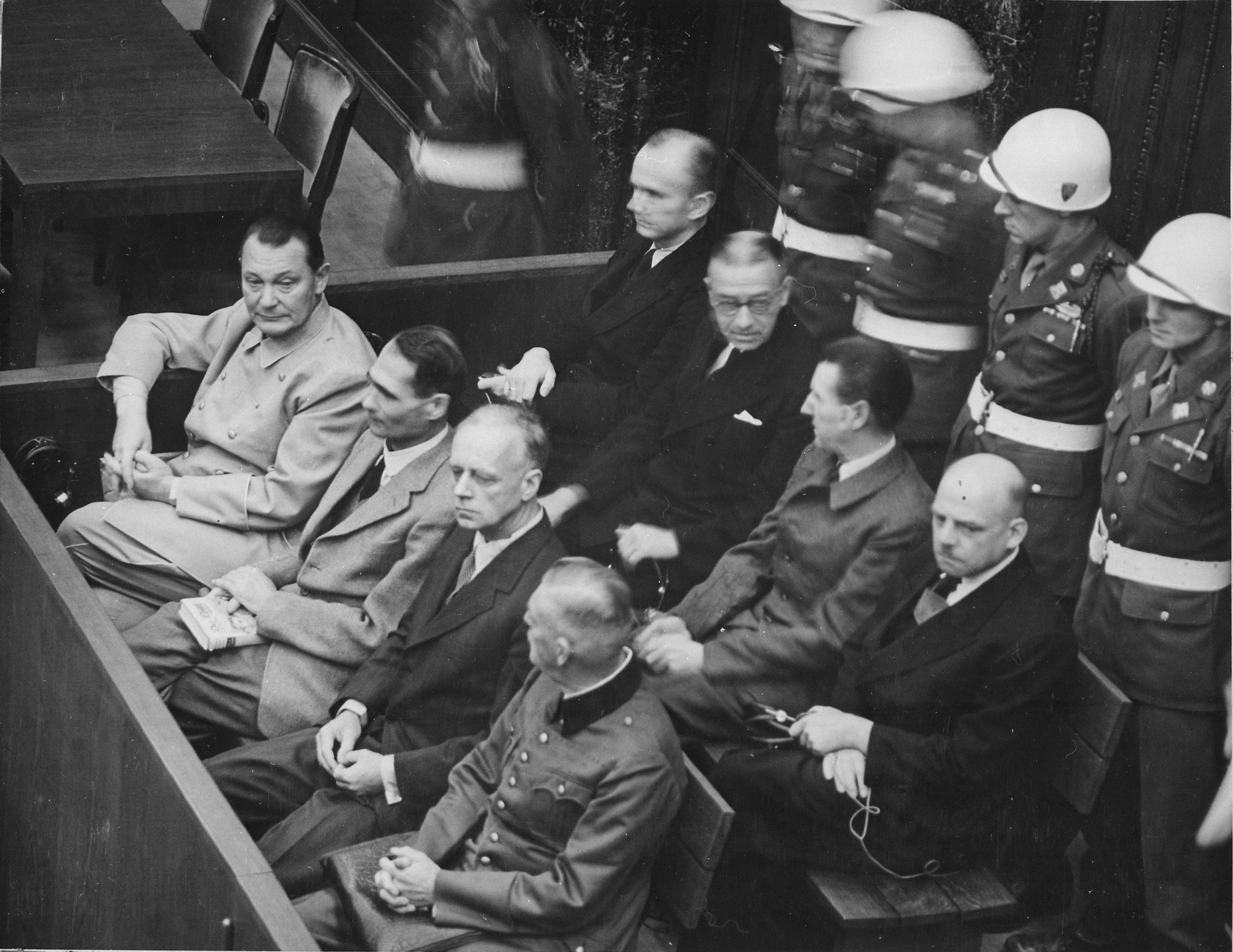
Die Anklagebank im Nürnberger Prozess 1946: vordere Reihe v. l. n. r. Göring, Heß, Ribbentrop, Keitel, dahinter Dönitz, Raeder, Schirach, Sauckel

Dönitz wurde, wie auch sein ehemaliger Adjutant Otto Salman, zusammen mit anderen hohen Wehrmachtangehörigen und Vertretern der NSDAP-Hierarchie im Kriegsgefangenenlager Nr. 32 (Camp Ashcan) im luxemburgischen Bad Mondorf interniert. Im Oktober 1945 wurde er dem Internationalen Militärgerichtshof in Nürnberg überstellt und angeklagt. Die Verteidigung übernahm der ehemalige Flottenrichter Otto Kranzbühler. Der 38-Jährige hatte vor seinem Eintritt in die Reichsmarine im Jahr 1934 Jura studiert und wurde auf Dönitz’ Wunsch zu seinem Verteidiger berufen. Er wurde während des Prozesses von Hans Meckel, dem ehemaligen Kommandanten von U 19, unterstützt. Bei der Suche nach Akten halfen den beiden Kurt Aßmann, der bis 1943 das Marinearchiv (die Kriegswissenschaftliche Abteilung der Marine) geleitet hatte, und Eberhard Weichold, der mehrfach im Oberkommando der Marine gedient hatte und Meckel bei der Ermittlung entlastenden Materials behilflich war. Kranzbühlers Team, das nach Meckels Ansicht von britischer Seite „fair unterstützt“ wurde, erreichte für Dönitz Freisprüche in einem von drei Anklagepunkten. Dönitz wurde nicht nach Anklagepunkt IV Verbrechen gegen die Menschlichkeit angeklagt. Hinsichtlich des Anklagepunkts I wurde festgestellt, dass Dönitz aufgrund seiner Dienststellung nicht an der Verschwörung zur Durchführung eines Angriffskrieges beteiligt gewesen war. Hinsichtlich der Anklagepunkte II Verbrechen gegen den Frieden und III Verbrechen gegen das Kriegsrecht erfolgte eine Verurteilung.
Von Dönitz stammte der Laconia-Befehl vom 17. September 1942, der es untersagte, Angehörige versenkter Schiffe zu bergen oder ihnen Nahrungsmittel oder Wasser zu geben, wenn sie sich in Rettungsbooten befanden. Dönitz hatte diesen Befehl gegeben, nachdem ein amerikanischer Bomber das U-Boot U 156 bombardiert hatte, das gerade mit anderen deutschen U-Booten Rettungsboote mit Überlebenden des zuvor versenkten britischen Truppentransporters Laconia im Schlepp hatte.
Während einer Inspektion in einem U-Boot-Verband im Oktober 1942 sagte Dönitz:

„die U-Boot-Erfolge hätten sich zwar verringert, aber die Lage würde sich in Kürze bessern, denn es sei für die Alliierten sehr schwer, genügend Besatzungen für ihre Schiffe zu finden. Es sei jetzt ein Stadium erreicht worden, da der totale Krieg auch zur See geführt werden müsse. Die Schiffsbesatzungen seien für die U-Boote genauso ein Ziel wie die Schiffe selbst!“

Im Operationsbefehl Atlantik Nr. 56 vom 7. Oktober 1943 stand ein neuer Absatz, der sogenannte Rettungsschiffbefehl, für die frisch ausgelaufenen U-Boote im Atlantik, der nach Ansicht einiger Alliierter Hitlers Absicht bestätigte, die Besatzungen der alliierten Handelsmarine möglichst zu vernichten:

„Rescueships

Zu jedem Geleitzug gehört im Allgemeinen ein sogenanntes rescue ship, ein Spezialschiff bis zu 3 000 BRT, das zur Aufnahme der Schiffbrüchigen nach U-Bootangriffen bestimmt ist. Diese Schiffe sind meist mit Bordflugzeug und großen Motorbooten ausgerüstet, stark bestückt (Wabowerfer) und sehr wendig, so dass sie häufig vom Kommandanten als U-Bootfallen angesprochen werden. Ihre Versenkung ist im Hinblick auf die erwünschte Vernichtung der Dampferbesatzungen von großem Wert.“

Tatsächlich waren Rettungsschiffe weder schwer bewaffnet noch hatten sie Flugzeuge an Bord und sie dienten auch nicht als U-Boot-Fallen, wie es Dönitz im Prozess behauptete. Ihm war unbekannt, dass sie während des Krieges mit Huff-Duff-Geräten ausgerüstet und an der Ortung der nach den Maßgaben der Rudeltaktik fühlunghaltenden deutschen U-Boote beteiligt waren.
US-amerikanische Nachrichtendienst-Offiziere, welche die acht überlebenden Besatzungsmitglieder des am 19. März 1944 versenkten Torpedoversorgers U 1059 einschließlich seines gegen die Nationalsozialisten eingestellten Kommandanten Leupold verhörten, schrieben:

„Vor dem Auslaufen von U 1059 hatte Leupold ein Gespräch mit Korvettenkapitän Karl-Heinz Moehle, dem Chef der 5. U-Boot-Flottille. Im Verlauf der Befehlsausgabe für die Feindfahrt übermittelte Moehle Leupold besondere mündliche Anweisungen des den Befehl über die U-Boote führenden Admirals (Eberhard Godt), dass bei Schiffsversenkungen alle Überlebenden vernichtet werden sollten. Als der Kommandant von U 1059 wegen eines solchen Befehls überrascht und empört war, sagte ihm Moehle, dies sei ein ausdrücklicher Befehl vom Oberbefehlshaber (Dönitz) und Teil des totalen Krieges, der jetzt geführt werden müsse. Vor seiner Abfahrt hatte Leupold Gelegenheit, diesen Befehl mit anderen U-Boot-Kommandanten zu erörtern. Alle diese Kommandanten erklärten ihm, Befehl hin oder her, dass sie nicht vorhätten, dieser Anweisung Folge zu leisten.“

Aus nicht bekannten Gründen präsentierten die Alliierten Leupolds Aussagen weder beim Kriegsverbrecherprozess gegen den Kommandanten von U 852, Eck, noch beim Prozess gegen Dönitz.
In Nürnberg meldeten sich zwei Offiziere der Kriegsmarine, Karl-Heinz Moehle (Chef der 5. Schulflottille) und Oberleutnant zur See Peter Josef Heisig, ein am 27. Dezember 1944 in Gefangenschaft geratener Wachoffizier von U 877. Beide vermittelten laut Blair unter Eid den Eindruck, Dönitz habe U-Boot-Kommandanten insgeheim aufgefordert, schiffbrüchige Besatzungen zu ermorden, um die Bemannung weiterer Schiffe zu verhindern, was Blair aber als unwahr bezeichnet.
In den Unterlagen der Kriegsmarine soll Blair zufolge trotz umfangreicher Suche kein Beweis gefunden worden sein. Zudem sei es Kranzbühler gelungen, die Glaubwürdigkeit der Dönitz belastenden Zeugen Moehle und Heisig beim Prozess zu erschüttern. Moehle habe sich möglicherweise selbst vom Vorwurf entlasten wollen, den Laconia-Befehl ausgegeben zu haben, und diesen zudem völlig missverstanden. Heisig habe möglicherweise seinen im Eck-Prozess angeklagten Freund Hoffmann, Zweiter Wachoffizier auf Ecks Boot, vor dem Erschießungskommando retten wollen. 67 U-Boot-Kommandanten sollen laut Blair eidesstattliche Aussagen abgegeben haben, der Laconia-Befehl sei nicht als Aufforderung angesehen worden, Schiffbrüchige zu töten. Auch der im Eck-Prozess angeklagte Kommandant von U 852 habe erklärt, nur im Sinne seines eigenen Interesses gehandelt zu haben.
Zu den Unterzeichnern der eidesstattlichen Aussagen gehörte auch der Kommandant der U-Boote U 560, U 351, U 1007 und U 1231, Oberleutnant zur See Helmut Wicke. Dieser soll allerdings am 28. September 1998 erklärt haben, dahingehend belehrt worden zu sein, dass es kriegswichtig sei, Schiffbrüchige nicht überleben zu lassen. Dem Autor Dieter Hartwig zufolge hat es zudem deutliche Hinweise auf das Verschwindenlassen kompromittierender Akten gegeben.
Dönitz’ Verteidiger Kranzbühler erreichte, dass der schwerwiegende Vorwurf des (laut Londoner U-Boot-Protokoll von 1936 verbotenen) „Versenkens von feindlichen Handelsschiffen ohne Warnung“ gegen seinen Mandanten und Großadmiral Erich Raeder fallengelassen wurde, was die beiden Admirale vor der Todesstrafe bewahrte. Dazu trug insbesondere die schriftliche Zeugenaussage des Oberbefehlshabers der US-Pazifikflotte, Admiral Chester W. Nimitz, bei, in der dieser erklärte, dass amerikanische U-Boote im Seekrieg gegen Japan Handelsschiffe ohne Warnung versenkt hatten, wenn es sich nicht erkennbar um Lazarettschiffe handelte. Feindliche Überlebende seien von der US Navy nicht gerettet worden, wenn es eine zusätzliche Gefahr für das eigene U-Boot bedeutet hätte. Tatsächlich war es sogar vorgekommen, dass amerikanische U-Boot-Besatzungen japanische Überlebende in Rettungsbooten oder im Wasser schwimmend ermordet hatten.
Dönitz war ein Befürworter des NS-Regimes und verurteilte in seiner Aussage vor dem Gerichtshof alle, die sich gegen Hitler gewandt hatten, besonders aber den „Putsch des 20. Juli“. Im Prozess wurde Dönitz von der Anklage zu seiner Rundfunkrede zum Heldengedenktag am 12. März 1944 befragt:

„Was wäre unsere Heimat heute, wenn der Führer uns nicht im Nationalsozialismus geeint hätte? Zerrissen in Parteien, durchsetzt von dem auflösenden Gift des Judentums und diesem zugänglich, da die Abwehr unserer jetzigen kompromißlosen Weltanschauung fehlte, wären wir längst der Belastung des Krieges erlegen und der erbarmungslosen Vernichtung unserer Gegner ausgeliefert worden.“

Auf Nachfrage, was er mit dem „auflösenden Gift des Judentums“ meine, bekräftigte Dönitz ausdrücklich, dass er mit der Vertreibung der Juden aus Deutschland einverstanden war. Weitere Themen des Prozesses waren 12.000 KZ-Häftlinge, die in Dänemark zum Bau und zur Reparatur von Schiffen eingesetzt wurden, und die Erschießung von britischen Kommandos in Norwegen 1943 auf der Grundlage des Kommandobefehls.
Am 1. Oktober 1946 sprach der Gerichtshof Dönitz vom Vorwurf der Verschwörung zur Führung eines Angriffskriegs frei, da er bei den Planungen nicht einbezogen worden war. Der Vorwurf der Verbrechen gegen die Menschlichkeit (Anklagepunkte I und IV) war nicht gegen ihn erhoben worden. Dönitz wurde aber wegen der Durchführung von Angriffskriegen verurteilt. Wegen dieser „Verbrechen gegen den Frieden“ und wegen Kriegsverbrechen wurde er zu zehn Jahren Haft in Spandau verurteilt. Seine Mithäftlinge dort waren Rudolf Heß, Erich Raeder, Walther Funk, Albert Speer, Baldur von Schirach und Konstantin von Neurath. Für den von den Alliierten mit dem Verhör von Wehrmachtbefehlshabern beauftragten Juristen Walter Hasenclever (1910–1992) war der Gefangene Dönitz „anscheinend der einzige unter den höchsten Befehlshabern der Wehrmacht, der bis zuletzt dem Nationalsozialismus verschrieben blieb“.

#### Dönitz und der Nationalsozialismus
Das zum Zeitpunkt von Dönitz’ Eintritt in die Reichsmarine gültige Wehrgesetz versagte dem Reichswehrangehörigen neben dem Wahlrecht und weiteren Bürgerrechten auch die Zugehörigkeit zu jedweder Partei. Diese Bestimmungen wurden in der Neufassung des Wehrgesetzes im Rahmen des Aufbaus der Wehrmacht im März 1935 präzisiert – ab jetzt war insbesondere die Zugehörigkeit zur NSDAP für die Dauer des Dienstes untersagt. Am 30. Januar 1944 erhielt Dönitz das Goldene Parteiabzeichen der NSDAP und wurde ab diesem Zeitpunkt als Angehöriger der NSDAP geführt (Mitgliedsnummer 9.664.999). Seine Ansprachen, insbesondere an der U-Boot-Schule und vor Rekruten, strotzten vor NS-Ideologie und forderten fanatische Opferbereitschaft. Die Idealisierung der selbstmörderischen Einsätze der Kleinkampfverbände der Kriegsmarine und die Aufforderung an seine U-Boot-Kommandanten, Mannschaft und Boote zu opfern, und vor allem sein lobender Kommentar über den Mord an mitgefangenen Kameraden in einem australischen Gefangenenlager illustrieren darüber hinaus seine NS-typische, menschenverachtende Grundhaltung. In einem Geheimerlass vom 19. April 1945 über die Beförderung „verantwortungsfreudiger Persönlichkeiten“ begrüßte Dönitz, dass ein Oberfeldwebel als Lagerältester eines Gefangenenlagers in Australien die unter den Gefangenen sich bemerkbar machenden Kommunisten „planvoll und von der Bewachung unauffällig umlegen“ ließ. Diesem Unteroffizier gebühre für seinen Entschluss und seine Durchführung Anerkennung: „Ich werde ihn nach seiner Rückkehr mit allen Mitteln fördern, da er bewiesen hat, dass er zum Führer geeignet ist“. Zeitgenossen berichteten überdies von einer Bewunderung für Hitler. Die Teilnahme an dessen Lagebeurteilungen ließ ihn beispielsweise schlussfolgern, „wie unbedeutend wir alle im Vergleich mit dem Führer sind“. In Ansprachen betonte er wiederholt seine völlige Übereinstimmung mit Hitlers eliminatorischem Antisemitismus und bezichtigte „das internationale Judentum“ der geplanten Vernichtung des deutschen Volkes.
Vertrauten zufolge ist Dönitz dem Nationalsozialismus auch nach Kriegsende und Gefängnisaufenthalt hinaus verbunden geblieben. In seinem Aufsatz Marine, Nationalsozialismus und Widerstand stellte Walter Baum 1963 die These auf, dass es Dönitz’ Haltung, Taten und vor allem seinen Verlautbarungen nach dem Attentat vom 20. Juli 1944 zu verdanken gewesen sei, dass Hitler ihn später zum Nachfolger ernannt habe. Der in diesem Aufsatz ebenfalls behaupteten Nähe der deutschen Marine zum bzw. Anfälligkeit gegenüber dem Nationalsozialismus und der Beschreibung seiner Person als „politisch“, als Hitler in Bewunderung ergeben und als von dessen Ideologie, namentlich dem Rassenwahn, überzeugt, plante Dönitz zu widersprechen. Das Vorhaben, eine Gegendarstellung zu veröffentlichen, gab er aber 1967 auf.

#### Entlassung aus dem Gefängnis und Lebensabend
Nach der vollständigen Verbüßung seiner Strafe am 1. Oktober 1956 lebte Dönitz in Aumühle bei Hamburg. Seine Frau Ingeborg starb 1962. Seine beiden Söhne waren gefallen: Leutnant zur See Peter Dönitz am 19. Mai 1943 als Wachoffizier auf U 954, Oberleutnant zur See Klaus Dönitz am 13. Mai 1944 auf dem Schnellboot S 141. Die Tochter Ursula, die 1937 den Marineoffizier Günter Hessler geheiratet hatte, überlebte den Krieg.
1958 kam es zu einem Eklat, als der Wehrexperte der SPD, Fritz Beermann, auf einer Tagung von Offizieren und Anwärtern der Bundeswehr zur Tradition der Bundesmarine sprach und ausführte, er sympathisiere eher mit Max Reichpietsch und Albin Köbis, im Ersten Weltkrieg als Meuterer hingerichteten Matrosen, denn mit Dönitz und Raeder. Die anwesenden Marineoffiziere verließen daraufhin den Saal. Das Bundesministerium der Verteidigung begrenzte den Eklat durch die Erklärung, die einstigen Großadmirale seien keine Vorbilder für die Bundesmarine mehr.
Einen weiteren Eklat verursachte Dönitz’ einziger Nachkriegsauftritt an einer Schule am 22. Januar 1963 im Otto-Hahn-Gymnasium in Geesthacht. Der Schülersprecher Uwe Barschel, später Ministerpräsident Schleswig-Holsteins, hatte auf Anregung seines Geschichtslehrers Heinrich Kock Dönitz eingeladen, vor Schülern der Klassen 9 bis 13 über das Dritte Reich zu referieren. Die Schüler wurden von ihren Lehrern auf den Auftritt nicht vorbereitet. Daher gab es keine kritischen Nachfragen, weder von den Schülern noch von den Lehrern. Nachdem die Bergedorfer Zeitung einen begeisterten Bericht über diesen „Geschichtsunterricht in höchster Vollendung“ veröffentlicht hatte, griffen überörtliche und ausländische Medien den Fall auf. Die Landesregierung von Schleswig-Holstein wurde auf einer Pressekonferenz mit starker Kritik an dem Vorgang konfrontiert. Nachdem ein Regierungsrat aus dem Kultusministerium die Schule am 8. Februar 1963 aufgesucht und mehrere Stunden mit dem Schulleiter Georg Rühsen (* 1906) gesprochen hatte, ertränkte sich dieser noch am selben Abend in der Elbe. Seine Leiche konnte erst am 25. April 1963 geborgen werden.

#### Begräbnis

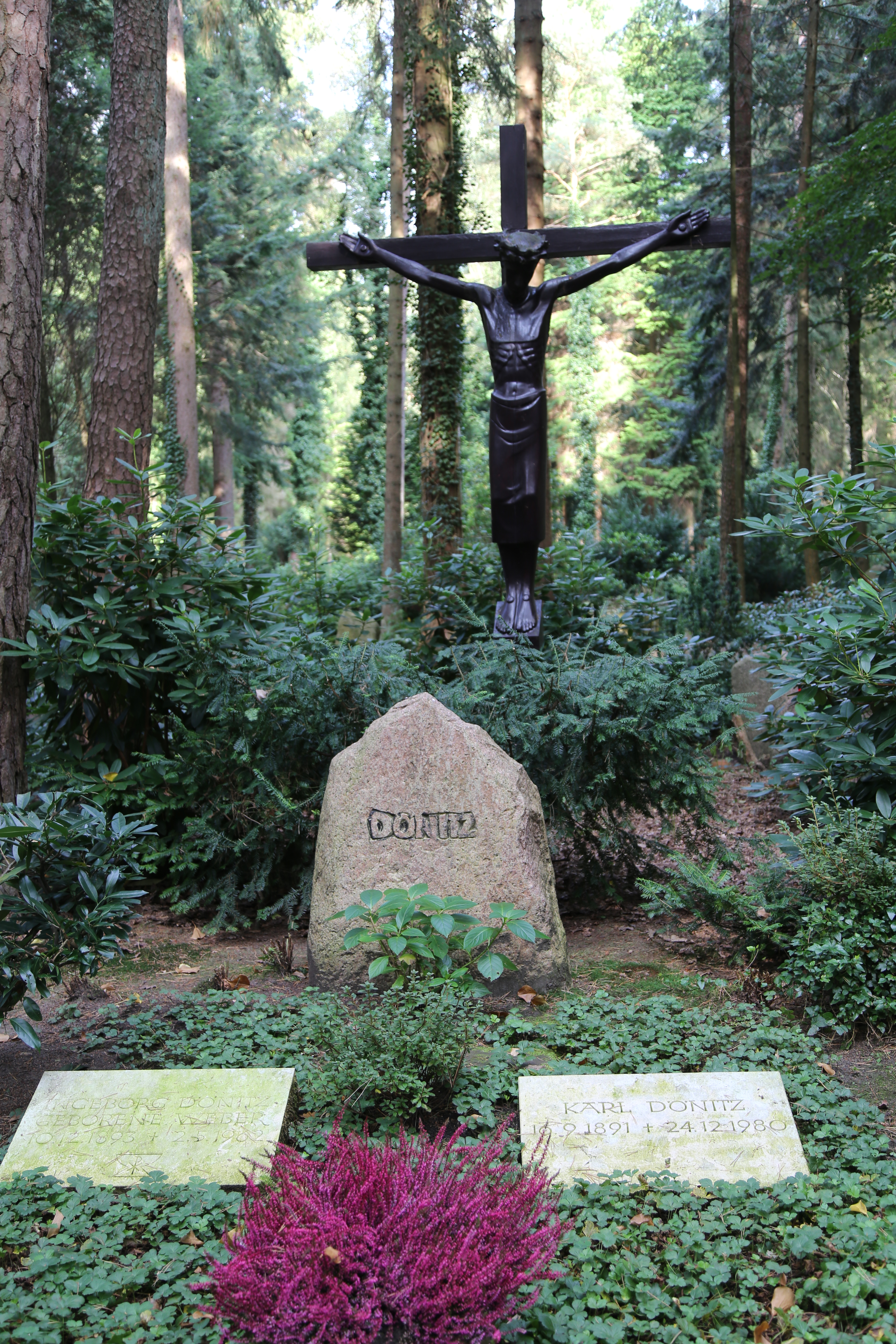
Grabstätte von Ingeborg und Karl Dönitz auf dem Waldfriedhof Aumühle-Wohltorf

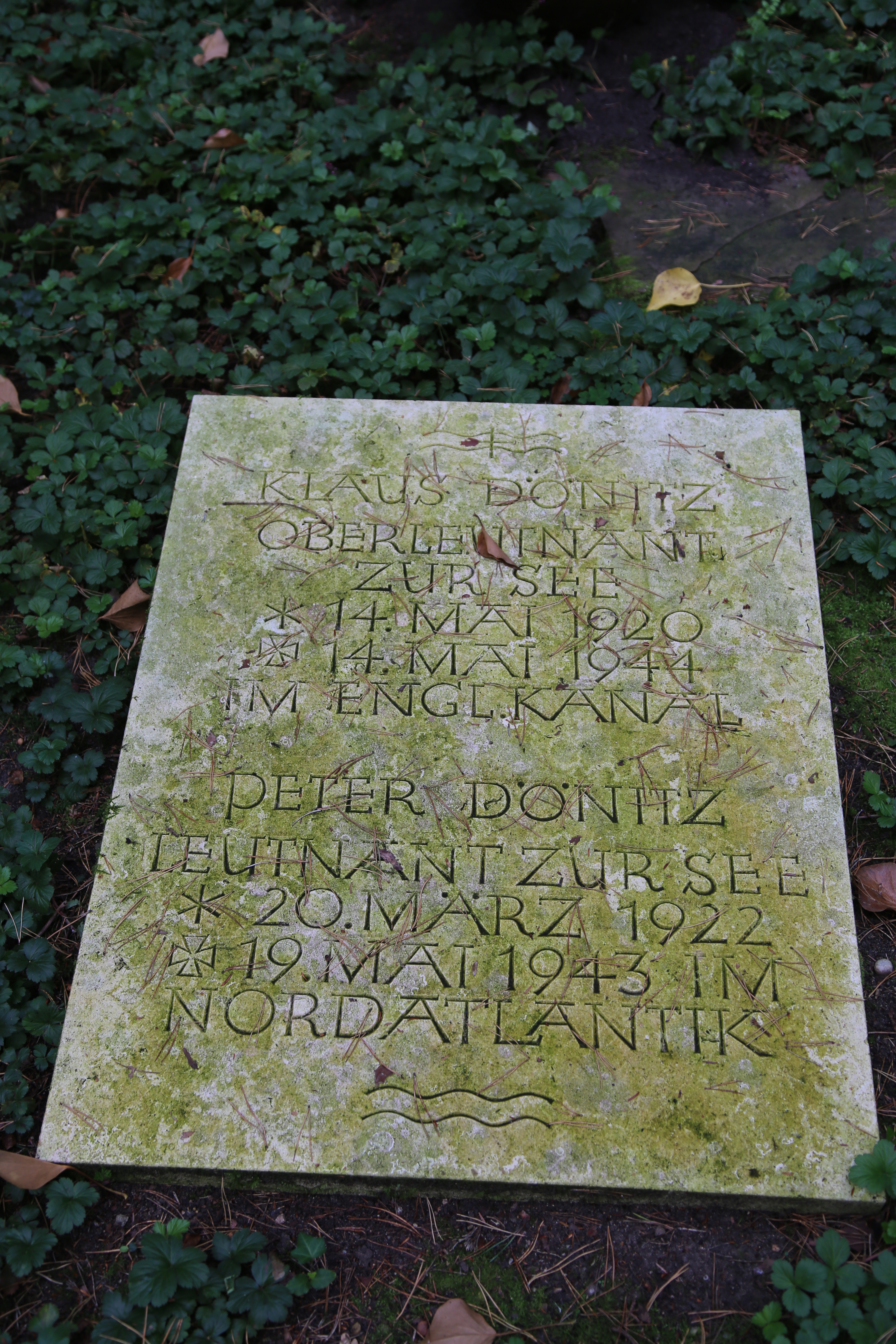
Erinnerungstafel für die Söhne Klaus und Peter

Als letzter deutscher Offizier im Feldmarschallsrang starb Dönitz 1980 im Alter von 89 Jahren. Er wurde am Dreikönigstag 1981 auf dem Waldfriedhof Aumühle-Wohltorf neben seiner Frau Ingeborg beerdigt. Eine Tafel erinnert an seine gefallenen Söhne Klaus und Peter. Obwohl Dönitz laut Zentraler Dienstvorschrift von Seiten der Bundeswehr sowohl nach Rang als auch aufgrund seines Ritterkreuzes ein Ehrengeleit zugestanden hätte, erging am 25. Dezember 1980 von Seiten des Bundesministeriums der Verteidigung eine Anordnung, die es Soldaten untersagte, in Uniform an der Beisetzung teilzunehmen, die ohne militärische Ehren zu erfolgen habe. Diese Entscheidung erzeugte eine Welle der Empörung, die sich gegen den Bundesminister der Verteidigung Hans Apel richtete. Der Vorgang, der zu dieser Entscheidung geführt hatte, reichte bis ins Jahr 1969 zurück und wurde vom Generalinspekteur der Bundeswehr Ulrich de Maizière ausgelöst. Dieser hatte dem damaligen Verteidigungsminister Gerhard Schröder (CDU) vorgeschlagen, bei Dönitz’ Begräbnis auf Redebeiträge, Geleit und Kranzniederlegung zu verzichten. Den Einwänden und Änderungsvorschlägen des Inspekteurs der Marine, Gert Jeschonnek, der sich für genau diese Ehrenbezeugungen aussprach, entgegnete de Maizière, man könne „den Soldaten Dönitz nicht von seinem politischen Verhalten um und nach dem 20.7.44 trennen“. Der Bundesminister der Verteidigung Helmut Schmidt stellte im Jahr 1971 die dementsprechend von Schröder formulierte Ansicht des Bundesministeriums der Verteidigung in dieser Angelegenheit nochmals klar und ging über de Maizières Vorschläge noch hinaus, indem er aktiven Truppenvorgesetzten Redebeiträge im Rahmen einer Beisetzung Dönitz’ untersagte. Bei dieser Haltung blieb Schmidt auch, als sich de Maizières Nachfolger Armin Zimmermann auf Anregung des nunmehrigen Inspekteurs der Marine und ehemaligen U-Boot-Offiziers Heinz Kühnle nochmals für eine Abmilderung dieser Entscheidung einsetzte. Prinzipiell beschied auch Schmidts Amtsnachfolger Georg Leber gegenüber Generalinspekteur Zimmermann ebenso, ließ aber von Kühnle einen Text ausarbeiten, der als Ansprache verlesen werden durfte, und formulierte eine Kranzwidmung. Dieser Sachstand wurde unter dem Nachfolger Zimmermanns, Jürgen Brandt, der – laut dem späteren Marine-Inspekteur Hans-Rudolf Boehmer – über Dönitz sagte, dieser sei „damals in Kiel schon ein Nazi gewesen und habe Nazi-Reden gehalten“, abgeändert und entsprechend von Apel entschieden.
An der Trauerfeier in der Aumühler Bismarck-Gedächtnis-Kirche am 6. Januar 1981 nahmen 5000 Trauergäste teil. Etwa 100 von ihnen trugen ihr Ritterkreuz. Teilnehmer erkannten den ehemaligen Befehlshaber über die Verteidigungskräfte des Regierungsviertels in Berlin Wilhelm Mohnke und den Schlachtflieger Hans-Ulrich Rudel, der Autogramme verteilte. Im Anschluss an die Rede des Pastors sangen die Trauergäste die erste Strophe des Deutschlandliedes. In seinem Werk Mein Jahrhundert kommentierte der Autor Günter Grass das Ereignis in einer Zeichnung, die einen Sarg in der Form eines U-Bootes mit der Jahreszahl 1981 darstellt, der von Sargträgern mit Ritterkreuz und Marinemütze getragen wird. Beim Begräbnis waren auch einige Mitglieder neonazistischer Bewegungen anwesend sowie der damalige Innenminister und spätere Ministerpräsident Schleswig-Holsteins Uwe Barschel (CDU). An Dönitz’ Grab fanden Ehrungen und Gedenkveranstaltungen rechtsextremer Organisationen statt, die NPD legte regelmäßig Kränze nieder.

## Rezeption

### Mythenbildung
Karl Dönitz war maßgeblich für den Versuch verantwortlich, die deutsche Niederlage im Zweiten Weltkrieg in einen moralischen Sieg umzudeuten und die Wehrmacht positiv darzustellen. Begonnen hatten er und seine Berater damit bereits unmittelbar nach der Übernahme der Staatsgewalt am 1. Mai 1945. Der letzte Wehrmachtbericht vom 9. Mai 1945 zeichnete das Bild einer makellosen und effizienten Wehrmacht, die einem übermächtigen Gegner erlegen sei. Die darin enthaltene Apologie wurde zum Ausgangspunkt der Legende der „sauberen Wehrmacht“. Da für Dönitz nicht die Überlegenheit des Gegners, sondern mangelnde nationale Geschlossenheit des deutschen Volkes die Niederlage im Zweiten Weltkrieg herbeigeführt hatte, belebte er zugleich den Mythos, der Zusammenbruch der „Heimatfront“ sei Ursache der Niederlage gewesen, und knüpfte an die Dolchstoßlegende vom Ende des Ersten Weltkriegs an. In der Rezeption der Ereignisse in Plön und Flensburg kurz vor Kriegsende wurde Dönitz teilweise als „Retter“ wahrgenommen, der die Kapitulation gegen den Willen Hitlers durchgesetzt habe. Bereits aus dem ersten Funkspruch vom 30. April 1945, mit dem ihm die Nachfolge Hitlers übertragen wurde, hatte Dönitz jedoch gefolgert, dass Hitler den Weg zur Kapitulation ebnen wolle und ihm dabei völlige Handlungsfreiheit überließ. In der Fortsetzung früherer Bemühungen um einen Separatfrieden, wie sie Ribbentrop, Himmler, Goebbels und Göring unternommen hatten, opferte Dönitz bewusst Teile der Kriegsmarine, um seine Verhandlungsposition gegenüber den Westalliierten zu verbessern. Spielraum für Verhandlungen oder zum Taktieren hatte er allerdings nicht.
Begünstigt wurde die Legendenbildung durch die emotionale Bindung vieler Soldaten und Zivilisten, die in den letzten Kriegstagen durch die Marine über die Ostsee evakuiert worden waren. Auch weit nach Kriegsende gestanden breite Kreise der deutschen Öffentlichkeit Dönitz zu, sich bei der Evakuierung der Bevölkerung aus dem Osten vorbildlich verhalten zu haben. Die Landsmannschaft Ostpreußen etwa verlieh ihm 1975 dafür ihre höchste Auszeichnung, den „Preußenschild“. Dönitz’ Fortführung des Krieges in Richtung Westen wurde in der Rezeption als notwendig angesehen, um Zeit für die Evakuierung von Flüchtlingen aus dem Osten zu gewinnen. Übersehen wird dabei, dass Dönitz selbst die zunächst nur auf Soldaten ausgerichtete Rettungsoperation durch Treibstoffbeschränkungen eher behinderte und dass Soldaten und Bevölkerung in den deutsch besetzten Gebieten weiter terrorisiert wurden.
Die Verurteilung im Nürnberger Kriegsverbrecherprozess, die ausdrücklich nicht auf Dönitz’ „Verstöße[n] gegen die internationalen Bestimmungen für den U-Boot-Krieg“ fußte, leistete der Legendenbildung Vorschub. Da auch ehemalige Kriegsgegner, die ihre U-Boote in vergleichbarer Weise eingesetzt hatten, der deutschen Kriegsmarine attestierten, ehrenhaft gekämpft zu haben, wurde die Verurteilung Dönitz’ von den Angehörigen der Kriegsmarine als „Siegerjustiz“ gewertet. „Karl Dönitz wurde zum Märtyrer“, argumentiert Jörg Hillmann, „da er für die gesamte Kriegsmarine eine Schuld zu tragen hatte, die entweder ausschließlich in der Tatsache des verlorenen Krieges und/oder in der Nachfolge Adolf Hitlers begründet lag“. Traditionsverbände der Marine wie der Deutsche Marinebund beklagten in der Folge das „Martyrium“ Dönitz’, den sie ausschließlich als vorbildlichen Truppenführer wahrnahmen. Aber auch der kommissarische Leiter der Abteilung Marine, Karl-Adolf Zenker, erinnerte in seiner Ansprache gegenüber den ersten Freiwilligen der neugegründeten Bundesmarine am 16. Januar 1956 an die Großadmirale Raeder und Dönitz, die aus politischen Gründen zu Haftstrafen verurteilt worden seien. Zenkers Ehrenerklärung für Dönitz führte im April 1956 zu einer Großen Anfrage der Sozialdemokraten im Bundestag und zu einem mit großer Mehrheit aus den Reihen von Regierung und Opposition gefassten Beschluss, dass die militärischen Leistungen Dönitz’ nicht von seinem politischen Versagen als Oberbefehlshaber zu trennen seien. Indem aber in den zum Teil leidenschaftlich geführten Debatten Ereignisse und Personen des Ersten Weltkriegs als unbelastet dargestellt worden waren, wurde zugleich einer maritimen Verklärung Vorschub geleistet. Die maritime westdeutsche Solidargemeinschaft versuchte, so die Analyse Jörg Hillmanns, politische Funktionen und militärische Verhaltensweisen zu entkoppeln und die Großadmirale unter Hervorhebung militärischer Effizienz und soldatischer Tugenden mit der Kriegsmarine zu verbinden.
Eine kritische Betrachtungsweise Dönitz’ wurde durch die Ehrenbezeugungen der früheren Feinde erschwert, die sich schon während des Krieges angedeutet hatten und bis zu Dönitz’ Tod anhielten. Der um Dönitz’ Rehabilitierung bemühte ultrarechte amerikanische Publizist H. Keith Thompson sammelte ab 1958 Aussagen hoher Militärs zu Kriegsverbrecherprozessen allgemein und speziell Dönitz’ Verurteilung, die er per suggestiver Fragestellung als „gefährlichen Präzedenzfall“ wertete. Innerhalb eines Jahres hatte Thompson bereits 237 Stellungnahmen, neben denen von 115 Offizieren der Alliierten auch von Politikern und Privatpersonen, gesammelt. Thompson stellte bei seinen Bemühungen fest, dass insbesondere hohe Dienstgrade, wie zum Beispiel Joseph J. Clark, Jesse B. Oldendorf und H. Kent Hewitt, sich in erheblicherem Maße beteiligten als niedrigere und britische Offiziere deutlich weniger geneigt waren, zu seiner revisionistischen Sammlung beizutragen, als amerikanische. Thompsons Sammlung apologetischer Äußerungen von 385 hauptsächlich amerikanischen Offizieren, Politikern und prominenten Privatpersonen, die den Soldaten Dönitz lobten und den Nürnberger Prozess kritisierten, erschien 1976. Bereits zu Beginn seiner Sammlung hatte Thompson Kontakt zu Dönitz aufgenommen und ihm auch zahlreiche Stellungnahmen überlassen, die dieser für ein eigenes Buchprojekt zu nutzen plante. 1967 gab Dönitz einen Teil der Texte an Ewald Schmidt di Simoni weiter, mit der Bitte, deren möglichen publizistischen Wert zu prüfen. Von diesem oder von Dönitz selbst erhielt dessen Crewkamerad Maximilian Fels die Texte aus Thompsons Sammlung. Fels hatte anlässlich des Erscheinens von Dönitz’ Buch Zehn Jahre und zwanzig Tage einige ausschließlich britische Urteile darüber in der Vereinszeitschrift des Deutschen Marinebundes veröffentlicht. Sieben Jahre später gab er eine Auswahl von 38 einseitig positiven, hauptsächlich amerikanischen Stimmen zu Dönitz im Charakter einer Festschrift unter dem Titel Dönitz in Nürnberg und danach heraus. Der 22-seitige Text ist gerahmt von Fels’ persönlichen Ansichten und einem langen Zitat einer Veröffentlichung Kranzbühlers, fand weite Verbreitung und findet sich auch heute noch in zahlreichen Nachlässen.
Dönitz selbst verbreitete nach seiner Haftentlassung am 1. Oktober 1956 durch Bücher und Interviews seine Sicht der Ereignisse der Jahre 1935 bis 1945 und baute ein Bild des unpolitischen Berufsoffiziers auf, der für die Verbrechen des NS-Regimes keine Verantwortung trage. Dazu trug auch bei, dass einschlägiges Aktenmaterial der Forschung lange nicht zugänglich war, sodass Dönitz über einen Wissensvorsprung verfügte. Dönitz berief sich stets auf das Preußentum. Er kenne keinen individuellen Geist, sondern nur das preußische Gemeinschaftsgefühl. Hatte er die nationalsozialistische Volksgemeinschaft zuvor als unmittelbare Folge dieses preußischen Gemeinschaftsgefühls verstanden, so vermochte er das nationalsozialistische Gedankengut nach dem Krieg auszublenden und trotzdem mit Tugenden wie Pflichtbewusstsein, Verantwortungsgefühl und Treue das Bild eines tadelsfreien Offiziers zu stilisieren. Gegenüber Albert Speers gegenteiligen Aussagen bestand Dönitz darauf, dass jener Hitler dazu gebracht habe, ihn zum Nachfolger zu bestimmen, und betonte damit sein eigenes Opfer. Seine bedingungslose Gefolgschaft, seine antisemitischen Hetzkampagnen und Durchhalteparolen verschwieg er. „Karl Dönitz“, so folgert Jörg Hillmann, „hat sich selbst zum unpolitischen Opfer der NS-Diktatur stilisiert und sein Wirken als Oberbefehlshaber der Kriegsmarine ausschließlich als eine militärische Aufgabe, fernab des Regimes dargestellt und die besondere Bedeutung der U-Bootwaffe sowohl vor und während des Krieges, wie zum Kriegsende und in der Rezeptionsgeschichte vollkommen überbetont.“ Einen Wandel des Dönitz-Bildes löste Lars Bodenstein zufolge der Bestseller Das Boot von Lothar-Günther Buchheim aus, in dem Dönitz als inkompetenter Maulheld charakterisiert wird. Auch Ian Kershaw bezeichnete Dönitz im Gegensatz zum postulierten Bild eines Profi-Militärs als „Erznazi“.

### Historische Forschung
Die Unterlagen der deutschen Marine wurden am Ende des Zweiten Weltkriegs zunächst von den Alliierten beschlagnahmt. Auch wenn Anfang der 1960er Jahre mit der Rückgabe der Akten begonnen wurde, erschwerte dieser Umstand die kritische Auseinandersetzung mit der Rolle Dönitz’ im Zweiten Weltkrieg. Die Memoirenliteratur im Nachkriegsdeutschland und die von Dönitz verfassten Autobiographien prägten das Bild einer Kriegsmarine und ihres Oberbefehlshabers, die vom Holocaust abgekoppelt schienen. Dönitz’ eigene Bücher enthalten wenig Persönliches, sondern sind vor allem Erzählungen seines Lebens in der Marine bis 1935 oder ausführliche Darstellungen des U-Boot-Krieges im Zweiten Weltkrieg. Er war zwar in größerem Maße selbst Autor als etwa Erich Raeder in seiner Autobiographie Mein Leben, die von einem Autorenteam verfasst wurde. Unterstützt wurde Dönitz aber bis zu seinem Tod von dem Historiker Jürgen Rohwer, einem ehemaligen Offizier der Kriegsmarine, den Dönitz bald nach Kriegsende kennengelernt hatte und der ihn in Fachfragen zum Seekrieg beriet.
Die Zeitzeugengeneration tendierte dazu, eine emotionslose Operationsgeschichte zu verfassen, in der zwar jede militärische Operation im Detail untersucht und mit Operationen des Kriegsgegners verglichen wurde, die aber dadurch auch zur Relativierung tendierte und mit Glorifizierung und Heroisierung verknüpft war, indem handlungsleitende Motive auf soldatische Tugenden reduziert wurden. Die wissenschaftlichen Studien von Reimer Hansen und Marlis G. Steinert, die sich zum Teil schon in den 1960er Jahren kritisch mit der Regierung Dönitz befassten, blieben in der Öffentlichkeit weitgehend unbeachtet. Die von Fritz-Otto Busch (1963), Walter Görlitz (1972) und Karl Alman (d. i. Franz Kurowski; 1983) verfassten Biographien, aber auch die fast romanhaften Darstellungen des U-Boot-Krieges, etwa von Günter Böddeker, Jochen Brennecke, Harald Busch und Wolfgang Frank, genügen nicht wissenschaftlichen Ansprüchen. Die kritische Arbeit, die der Marinehistoriker Bodo Herzog 1986 im Tel Aviver Jahrbuch für deutsche Geschichte veröffentlichte, stützt sich zum Teil auf historisch zweifelhafte Quellen, nämlich auf Aussagen ehemaliger U-Boot-Kommandanten, die 1981 in der Zeitschrift konkret veröffentlicht wurden und gegen Dönitz als Beispiel des angeblich in Westdeutschland vorherrschenden Militarismus polemisieren. Ungeachtet von Einwänden in Detailfragen gilt die von Peter Padfield verfasste Biographie (1984) als in weiten Teilen aussagekräftig.
Als grundlegend zum Verständnis der Rolle Dönitz’ im Zweiten Weltkrieg gilt ferner die dreibändige Darstellung Michael Salewskis Die deutsche Seekriegsleitung 1933–1945 (1970–1975). Jörg Hillmann konstatiert in diesem Zusammenhang eine sich auch anlässlich von Salewskis Darstellung zunehmend verhärtende Umgangsweise zwischen Zeitzeugen und Marinehistorikern. Dies habe die Aufarbeitung des U-Boot-Einsatzes im Zweiten Weltkrieg in den Folgejahren verhindert und sei stets in der Person Dönitz kulminiert. Zu einem neuen Dönitz-Bild trugen die Arbeit von Jost Dülffer, Weimar, Hitler und die Marine (1973), und die Beiträge Werner Rahns in der Publikation Das Deutsche Reich und der Zweite Weltkrieg bei. Herbert Kraus und Howard Grier beschäftigten sich mit Dönitz unter speziellen Fragestellungen. Eine Gesamtschau auf die Ereignisse des U-Boot-Krieges auf deutscher wie auf alliierter Seite unternahm Clay Blair (1996 u. 1998). Jörg Hillmann (2004 u. 2007) und Lars Bodenstein (2002) publizierten Arbeiten zum „Mythos“ Dönitz. Dieter Hartwig, Marinegeschichtslehrer an der Marineschule Mürwik und der Führungsakademie der Bundeswehr, hielt ab 1987 Vorträge über Dönitz und legte 2010 eine Veröffentlichung vor, in der er sich anhand thematischer Fragestellungen mit Dönitz beschäftigt.

### Film
In dem Zweiteiler Laconia (2011) wurde Karl Dönitz von Thomas Kretschmann dargestellt. Der Film thematisiert die Ereignisse, die zur Ausgabe des Laconia-Befehls am 17. September 1942 führten.

## Schriften

### Zusammen mit Theodor Kraus
- Die Kreuzerfahrten der Goeben und Breslau. Ullstein, Berlin 1932.
- Die U-Bootswaffe. E. S. Mittler & Sohn, Berlin 1942.
- Ich lege Rechnung. München 1953. In: Quick 19/1953.
- Deutsche Strategie zur See im Zweiten Weltkrieg. Bernard & Graefe-Verlag, Frankfurt am Main 1970, ISBN 3-7637-5100-9.

### Eigene Veröffentlichungen
- Die Fahrten der „Breslau“ im Schwarzen Meer, (Ullstein-Kriegsbücher), Ullstein, Berlin, 1917.
- Zehn Jahre und zwanzig Tage. Erinnerungen 1935-1945, Athenaeum Verlag, Bonn, 1958.
- Mein wechselvolles Leben. Musterschmidt-Verlag, Göttingen, 1968; 2., verbesserte Auflage, 1975.